# Bravo Otto
Pour les articles homonymes, voir Bravo.
Bravo Otto (officiellement BRAVO Otto) est un prix attribué depuis 1957 par les lecteurs du magazine allemand Bravo.
Parmi les premiers lauréats, on peut citer, alors que le prix n'était délivré qu'à une femme et à un homme : James Dean et Maria Schell (en 1957), Romy Schneider (en 1958), Liselotte Pulver (en 1966) et Ruth Leuwerik (en 1962).
Puis le prix a été élargi et onze catégories ont été créées : Super groupe rock, Super groupe pop, Super chanteur, Super chanteuse, Super rappeur international, Super rappeur national, Vedette féminine de télévision, Vedette masculine de télévision, Vedette féminine du cinéma, Vedette masculine du cinéma et Vedette de comédie.
Deux autres prix ont ensuite été attribués par la rédaction : Shootingstar de l'année et OTTO d'honneur,  destiné à un artiste ayant connu un succès durable.

## Catégories
Des Ottos sont remis dans les catégories suivantes (qui parfois ont reçu d'autres dénominations) :
- Stars masculines de cinéma (Filmstars männlich) depuis 1957
- Stars féminines de cinéma (Filmstars weiblich) depuis 1957
- Comédien : depuis 1957
- Comédienne : depuis 1957
- Chanteur : depuis 1960
- Chanteuse : depuis 1960
- Vedette masculine de télévision : depuis 1961
- Vedette féminine de télévision : depuis 1961
- Vedette de comédie : depuis 2000
- Hip Hop international : depuis 2000
- Hip Hop national : depuis 2000
- Groupe pop : 1994–1998, depuis 2000
- Groupe rock : 1994–1998, depuis 2000
- OTTO d'honneur : 2001–2004, depuis 2006
- Shootingstar (général) : 2003–2004, 2007
- Groupe débutant : 2005
- Shootingstar solo : 2001–2002
- Shootingstar groupe : 2001–2002
- Jeune espoir masculin : 2000
- Jeune espoir féminine : 2000
- Hip Hop (général) : 1998–1999
- Orchestre (général) : 1966–1985, 1999
- Dancefloor : 1991–1992, 1994
- Rap et Techno : 1994
- Présentateur télé (général) : 1989–1994
- Rap et Dancefloor : 1993
- Groupe rock/pop : 1986–1993
- Groupe Hard 'n Heavy : 1986–1993
- Sportif : 1972 JE, 1974–1982, 1988–1993
- Sportive : 1972 JE, 1974–1982, 1988–1993
- Catcheur : 1992–1993
- Sportif (général) : 1973, 1983–1987
- Films allemands : 1978
- Duo : 1977
- Présentateur télé : 1975
- Présentatrice télé : 1975

## Animation du Supershow Bravo
- 2008 : Mirjam Weichselbraun et Miriam Pielhau  sur RTL2
- 2007 : Gülcan Kamps, Annemarie Warnkross et Elton sur Prosieben
- 2006 : Oliver Pocher  sur Prosieben
- 2005 : Gülcan Kamps et Dominic Boeer  sur RTL
- 2004 : Ole Tillmann et  Susan Sideropoulos sur RTL
- 2003 : Ole Tillmann et Janin Reinhardt  sur RTL
- 2002 : Ole Tillmann et Jessica Schwarz  sur RTL
- 2001 : Ole Tillmann et Enie van de Meiklokjes sur RTL
- 2000 : Marco Ströhlein et Enie van de Meiklokjes sur RTL
- 1999 : Nova Meierhenrich et Florian Walberg sur RTL2
- 1995 : Kristiane Backer sur RTL2
- 1994 : Kristiane Backer  sur RTL2

## Lauréats (Or – Argent – Bronze)

### 1957
- Comédien : James Dean – Horst Buchholz – Burt Lancaster
- Comédienne : Maria Schell – Gina Lollobrigida – Romy Schneider

### 1958
- Comédien : Horst Buchholz – O. W. Fischer – Rock Hudson
- Comédienne : Romy Schneider – Maria Schell – Ruth Leuwerik

### 1959
- Comédien : O. W. Fischer – Peter Kraus – Hardy Krüger
- Comédienne : Ruth Leuwerik – Romy Schneider – Sabine Sinjen

### 1960

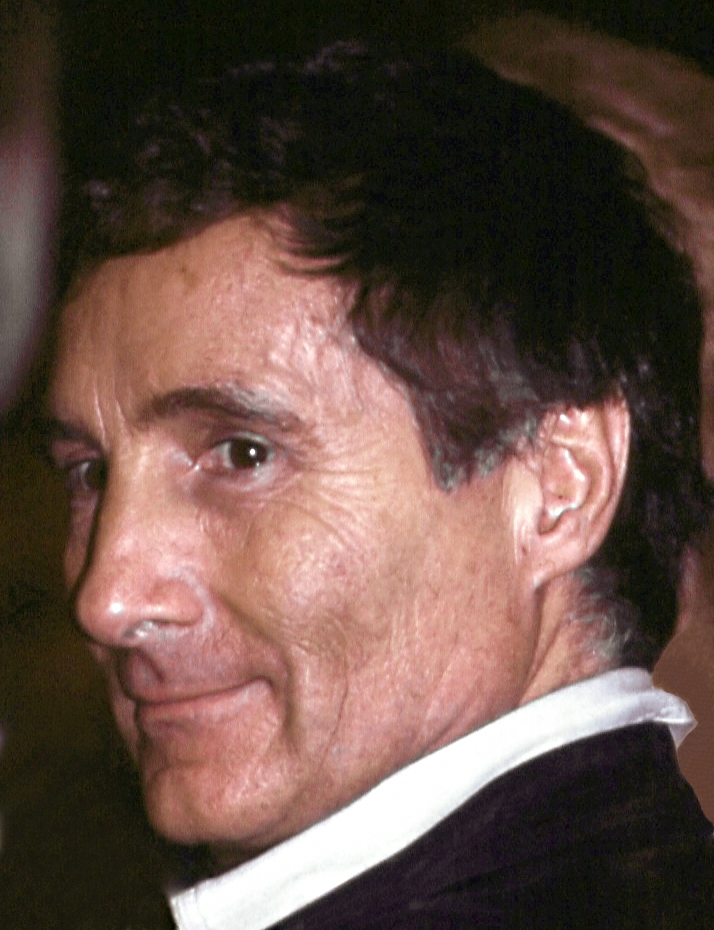
Freddy Quinn

- Comédien : O. W. Fischer – Hardy Krüger – Christian Wolff
- Comédienne : Sabine Sinjen – Ruth Leuwerik – Liselotte Pulver
- Chanteur : Freddy Quinn – Peter Kraus – Elvis Presley
- Chanteuse : Conny Froboess – Caterina Valente – Heidi Brühl

### 1961

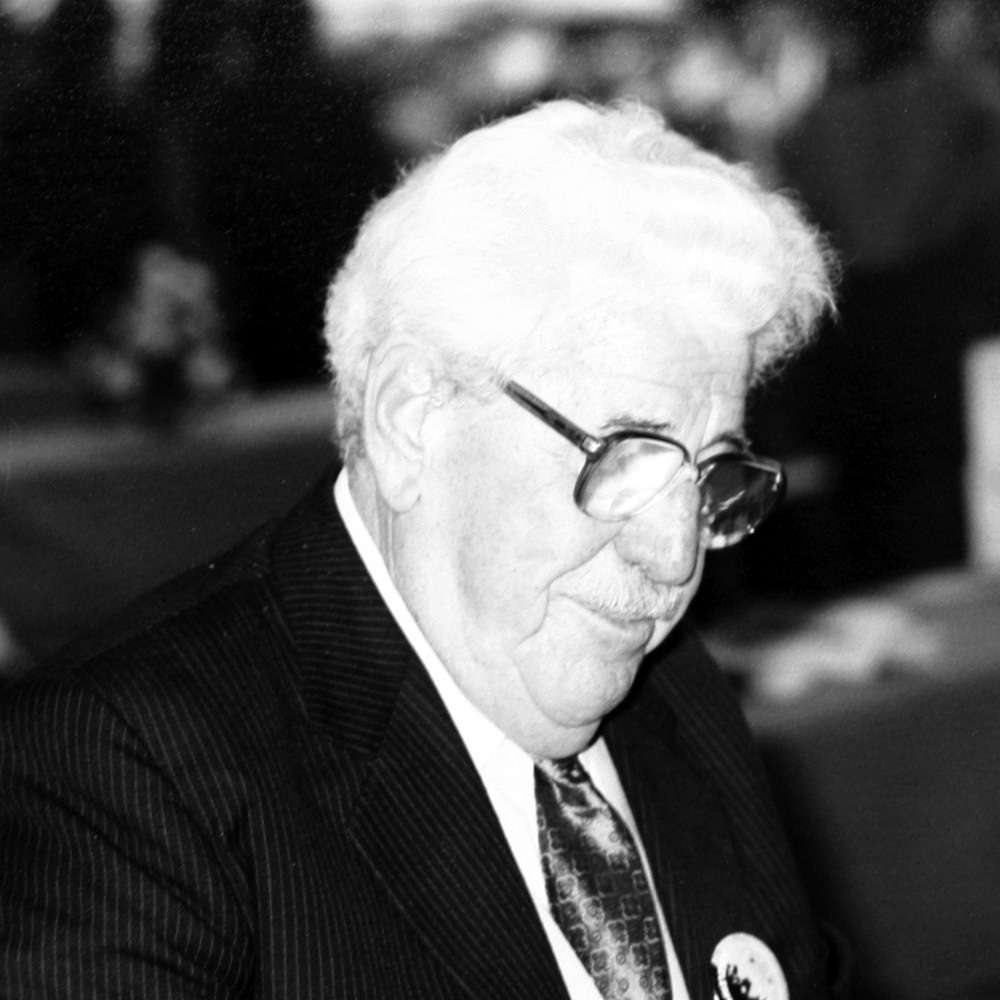
Willy Millowitsch

- Comédien : O. W. Fischer – Hansjörg Felmy – Rock Hudson
- Comédienne : Ruth Leuwerik – Sabine Sinjen – Liselotte Pulver
- Chanteur : Freddy Quinn – Peter Kraus – Rex Gildo
- Chanteuse : Caterina Valente – Heidi Brühl – Conny Froboess
- Vedette masculine de télévision : Willy Millowitsch – Hans-Joachim Kulenkampff – Joachim Fuchsberger
- Vedette féminine de télévision : Inge Meysel – Irene Koss – Uschi Siebert

### 1962
- Comédien : O. W. Fischer – Rock Hudson – Anthony Perkins
- Comédienne : Ruth Leuwerik – Christine Kaufmann – Sophia Loren
- Chanteur : Freddy Quinn – Gus Backus – Peter Kraus
- Chanteuse : Connie Francis – Caterina Valente – Conny Froboess
- Vedette masculine de télévision : Heinz Drache – Willy Millowitsch – Lou van Burg
- Vedette féminine de télévision : Inge Meysel – Irene Koss – Margot Trooger

### 1963

Rock Hudson (l)

- Comédien : Rock Hudson – O. W. Fischer – Anthony Perkins
- Comédienne : Sophia Loren – Ruth Leuwerik – Liselotte Pulver
- Chanteur : Freddy Quinn – Gus Backus – Rex Gildo
- Chanteuse : Connie Francis – Caterina Valente – Conny Froboess
- Vedette masculine de télévision : Edward Byrnes – Robert Fuller – Lou van Burg
- Vedette féminine de télévision : Inge Meysel – Margot Trooger – Cordula Trantow

### 1964

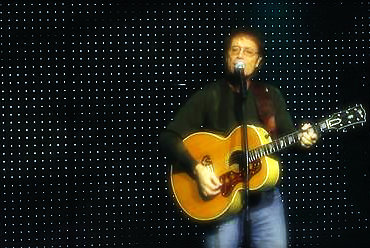
Cliff Richard

- Comédien : Thomas Fritsch – Rock Hudson – Pierre Brice
- Comédienne : Sophia Loren – Liselotte Pulver – Doris Day
- Chanteur : Cliff Richard – Freddy Quinn – Rex Gildo
- Chanteuse : Connie Francis – Conny Froboess – Rita Pavone
- Vedette masculine de télévision : Robert Fuller – Edward Byrnes – Max Eckard
- Vedette féminine de télévision : Inge Meysel – Petra Krause – Donna Reed

### 1965

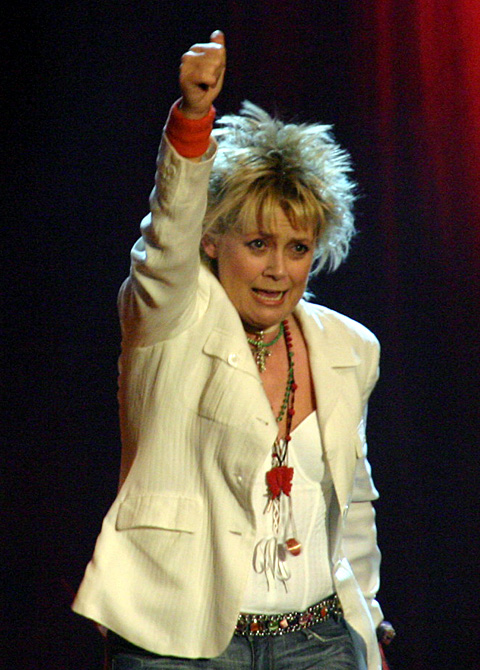
Gitte Hænning

- Comédien : Pierre Brice – Thomas Fritsch – Lex Barker
- Comédienne : Marie Versini – Sophia Loren – Doris Day
- Chanteur : Cliff Richard – Beatles – Freddy Quinn
- Chanteuse : Gitte – Manuela – Connie Francis
- Vedette masculine de télévision : Robert Fuller – Edward Byrnes – Mike Landon
- Vedette féminine de télévision : Petra Krause – Donna Reed – Marianne Koch

### 1966

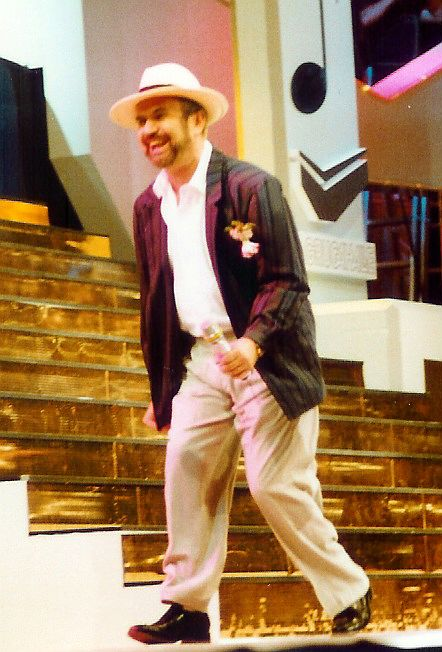
Drafi Deutscher

- Comédien : Pierre Brice – Sean Connery – Thomas Fritsch
- Comédienne : Marie Versini – Sophia Loren – Liselotte Pulver
- Chanteur : Drafi Deutscher – Roy Black – Rex Gildo
- Chanteuse : Manuela – Françoise Hardy – Wencke Myhre
- Vedette masculine de télévision : Robert Fuller – Hans-Joachim Kulenkampff – Edward Byrnes
- Vedette féminine de télévision : Petra Krause – Inge Meysel – Marianne Koch
- Groupe : Beatles – Rolling Stones – Rainbows (de)

### 1967

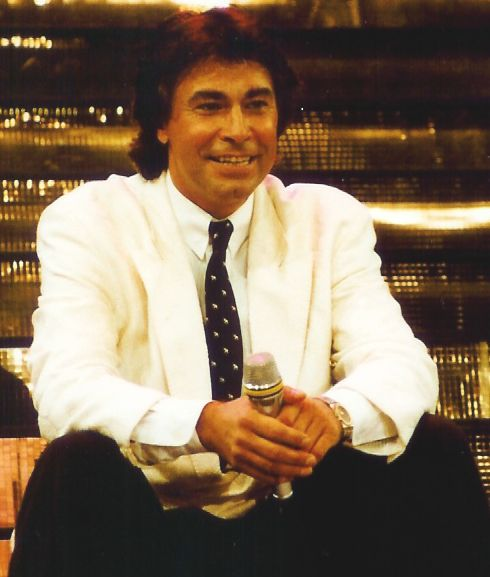
Roy Black

- Comédien : Pierre Brice – Horst Buchholz – Sean Connery
- Comédienne : Marie Versini – Liselotte Pulver – Uschi Glas
- Chanteur : Roy Black – Graham Bonney – Udo Jürgens
- Chanteuse : Wencke Myhre – Manuela – Marion
- Vedette masculine de télévision : Roger Moore – Dietmar Schönherr – Robert Fuller
- Vedette féminine de télévision : Helga Anders – Inge Meysel – Victoria Voncampe
- Groupe : Dave Dee, Dozy, Beaky, Mick and Tich – Beatles – Beach Boys

### 1968
- Comédien : Pierre Brice – George Nader – Robert Hoffmann
- Comédienne : Marie Versini – Helga Anders – Liselotte Pulver
- Chanteur : Roy Black – Graham Bonney – Ricky Shayne
- Chanteuse : Wencke Myhre – Manuela – Peggy March
- Vedette masculine de télévision : Patrick Macnee – David McCallum – Roger Moore
- Vedette féminine de télévision : Diana Rigg – Marianne Koch – Inge Meysel
- Groupe : Bee Gees – Beatles – Monkees

### 1969

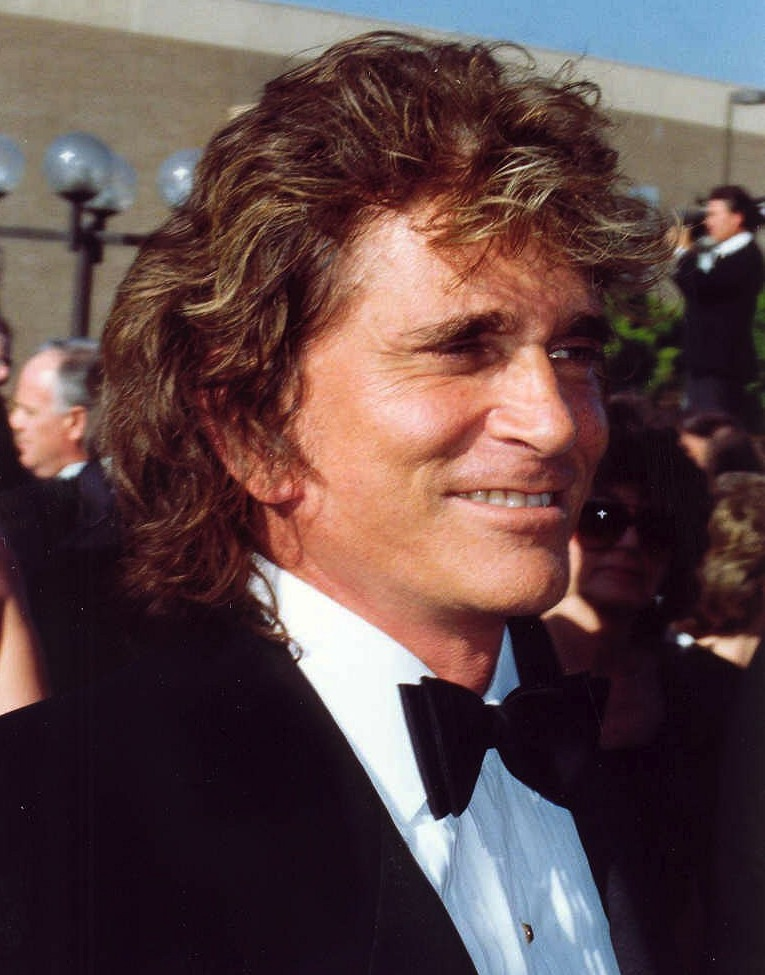
Michael Landon

- Comédien : Pierre Brice – Robert Hoffmann – George Nader
- Comédienne : Uschi Glas – Marie Versini – Senta Berger
- Chanteur : Roy Black – Udo Jürgens – Barry Ryan
- Chanteuse : Manuela – Wencke Myhre – France Gall
- Vedette masculine de télévision : Mike Landon – Roger Moore – Patrick Macnee
- Vedette féminine de télévision : Diana Rigg – Inge Meysel – Helga Anders
- Groupe : Bee Gees – Beatles – Lords

### 1970

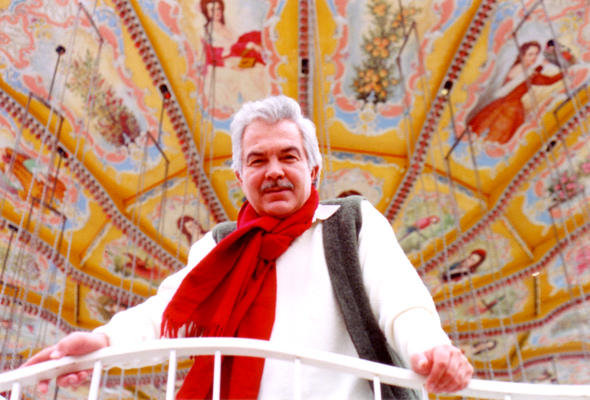
Claus Wilcke

- Comédien : Pierre Brice – Joachim Fuchsberger – Hansi Kraus
- Comédienne : Uschi Glas – Gila von Weitershausen – Marie Versini
- Chanteur : Roy Black – Barry Ryan – Ricky Shayne
- Chanteuse : Manuela – France Gall – Wencke Myhre
- Vedette masculine de télévision : Mark Slade – Henry Darrow – Claus Wilcke
- Vedette féminine de télévision : Inge Meysel – Linda Cristal – Linda Evans
- Groupe : Beatles – Archies – Hollies

### 1971

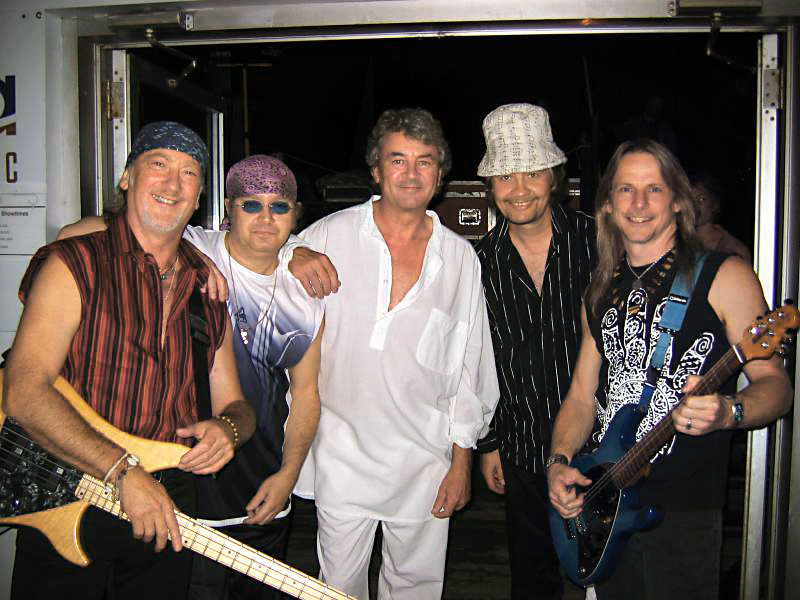
Deep Purple

- Comédien : Pierre Brice – Hansi Kraus – Peter Fonda
- Comédienne : Uschi Glas – Romy Schneider – Gila von Weitershausen
- Chanteur : Chris Roberts – Roy Black – Peter Alexander
- Chanteuse : Manuela – Daliah Lavi – France Gall
- Vedette masculine de télévision : Joachim Fuchsberger – Fritz Wepper – Claus Wilcke
- Vedette féminine de télévision : Peggy Lipton – Inge Meysel – Marianne Koch
- Groupe : Creedence Clearwater Revival – Bee Gees – Deep Purple

### Début 1972

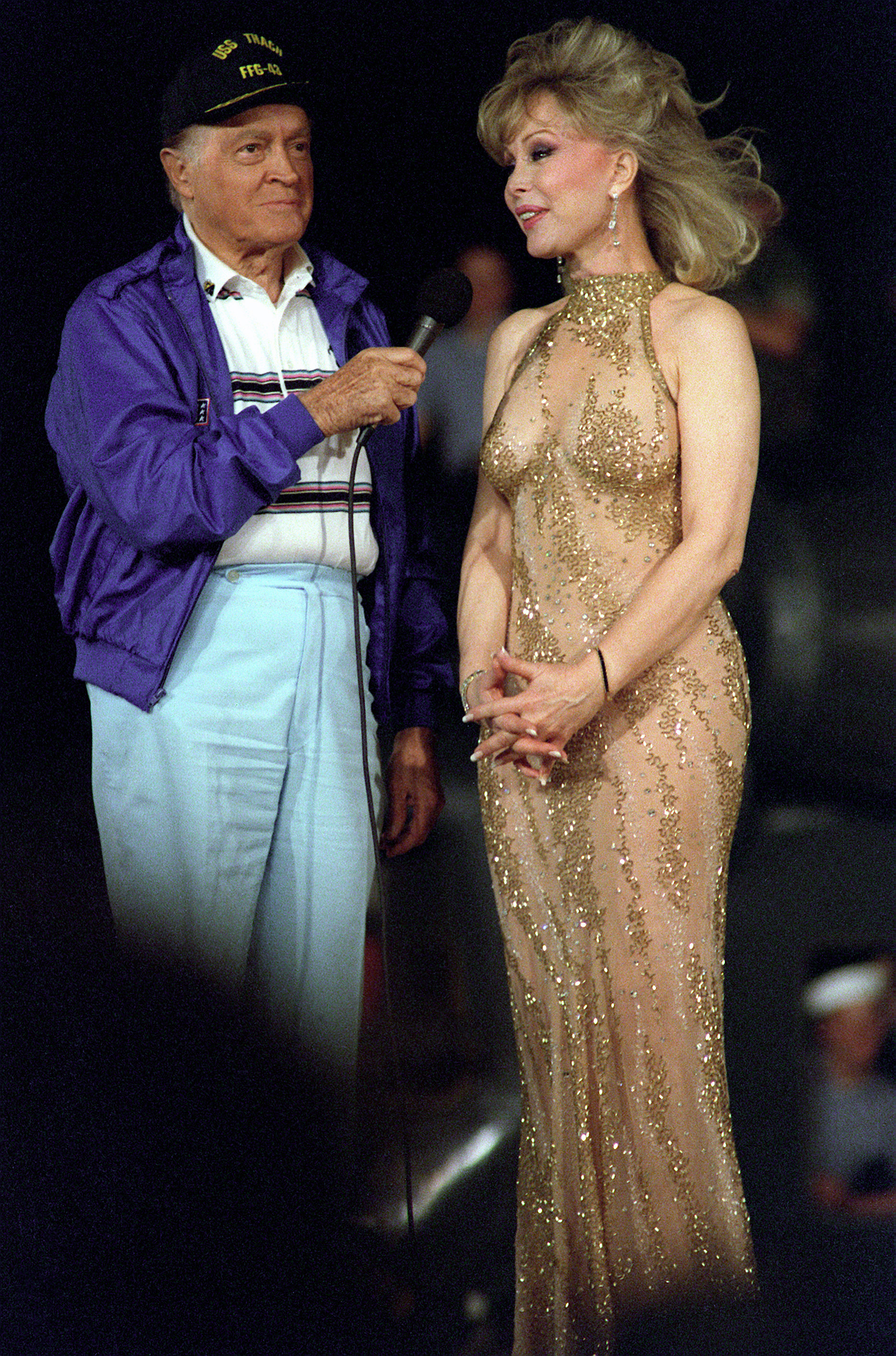
Barbara Eden

- Comédien : Ryan O’Neal – Pierre Brice – Hansi Kraus
- Comédienne : Uschi Glas – Ali MacGraw – Romy Schneider
- Chanteur : Chris Roberts – Ricky Shayne – Roy Black
- Chanteuse : Daliah Lavi – Manuela – Katja Ebstein
- Vedette masculine de télévision : Claus Wilcke – Joachim Fuchsberger – Amadeus August
- Vedette féminine de télévision : Inge Meysel – Barbara Eden – Linda Cristal
- Groupe : T. Rex – Middle of the Road – The Sweet

En 1972, le prix Bravo Otto a été décerné au début de l’année puis a été transposé et décerné à la fin de l’année.

### Fin 1972

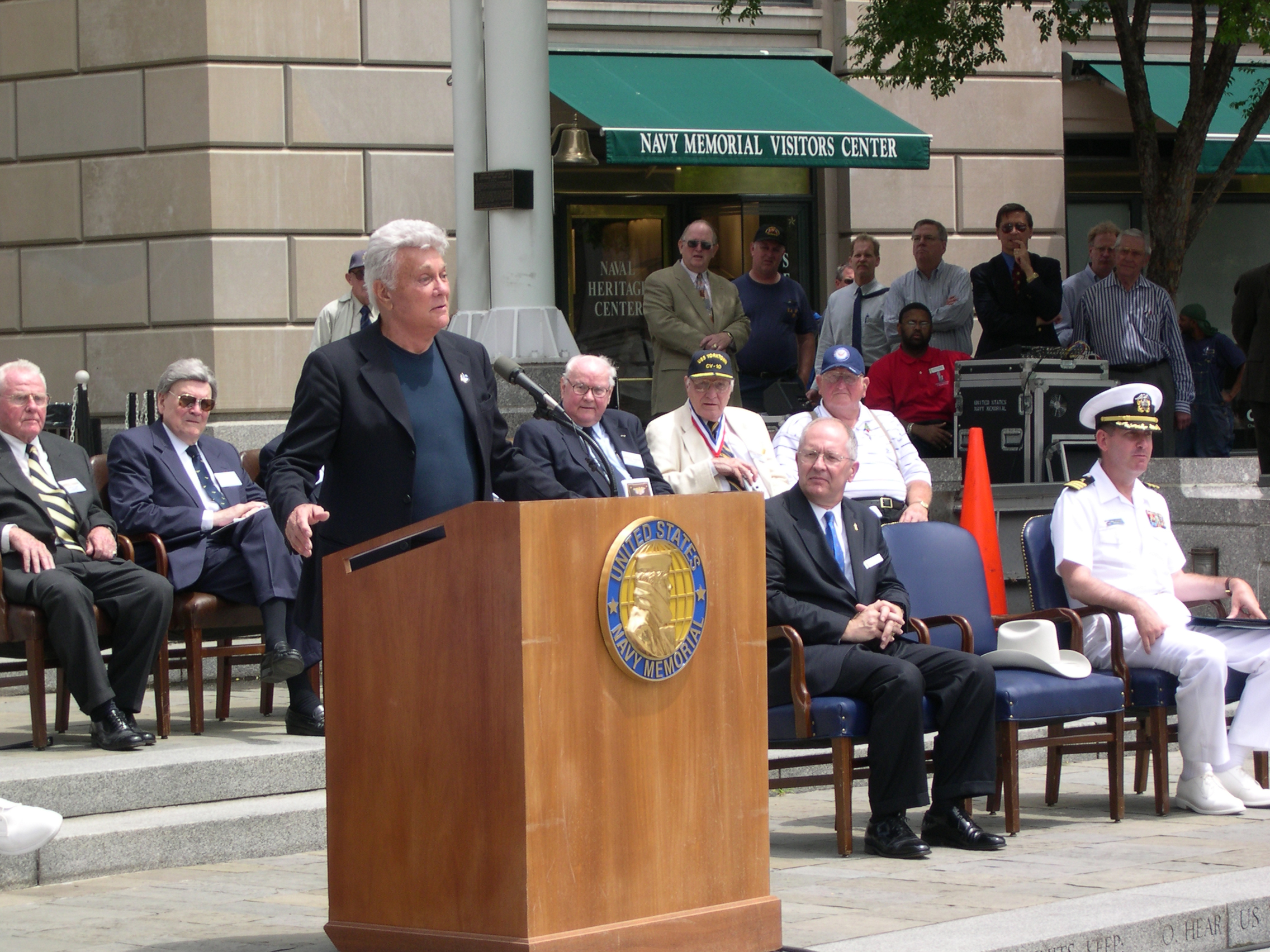
Tony Curtis

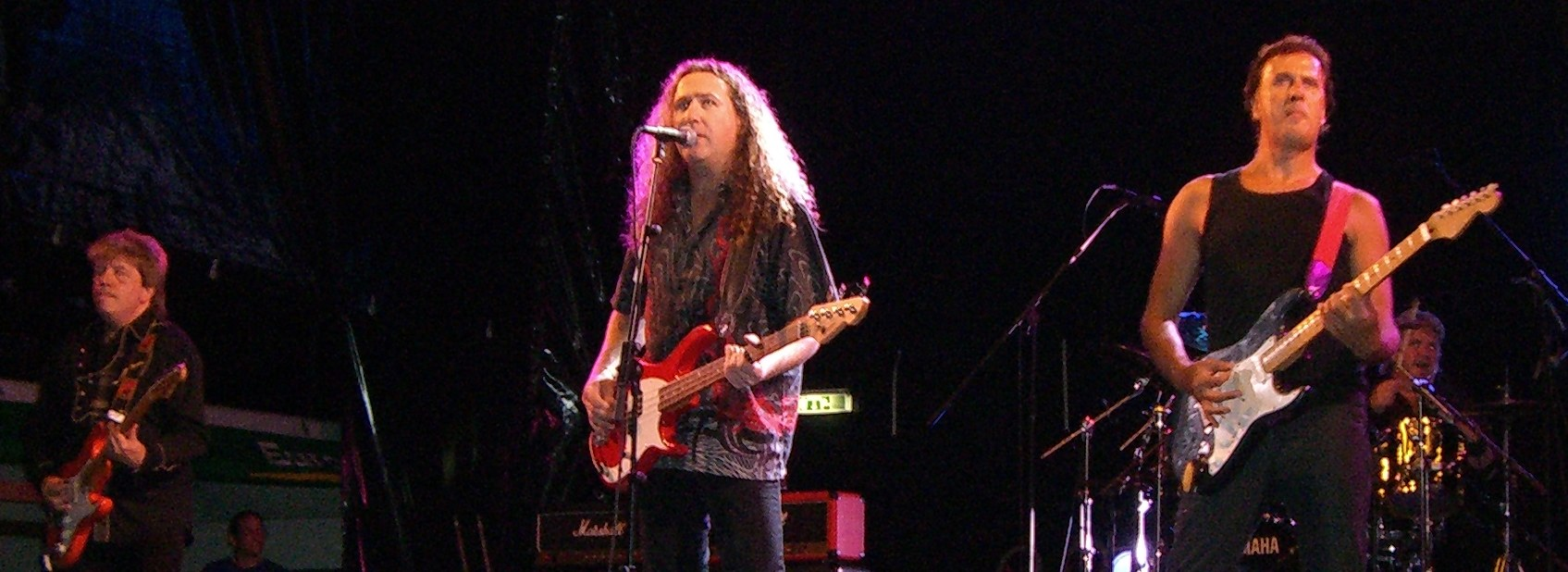
The Sweet

- Comédien : Ron Ely – Ryan O'Neal – Terence Hill
- Comédienne : Uschi Glas – Ali MacGraw – Heidi Hansen
- Chanteur : Jürgen Marcus – Chris Roberts – Neil Diamond
- Chanteuse : Juliane Werding – Melanie – Daliah Lavi
- Vedette masculine de télévision : Tony Curtis – Roger Moore – Leonard Nimoy
- Vedette féminine de télévision : Barbara Eden – Juliet Mills – Sabine Sinjen
- Groupe : The Sweet – T. Rex – Alice Cooper
- Sportif : Mark Spitz – Günter Netzer – Gerd Müller
- Sportive : Heide Rosendahl – Ulrike Meyfarth – Monika Pflug

### 1973

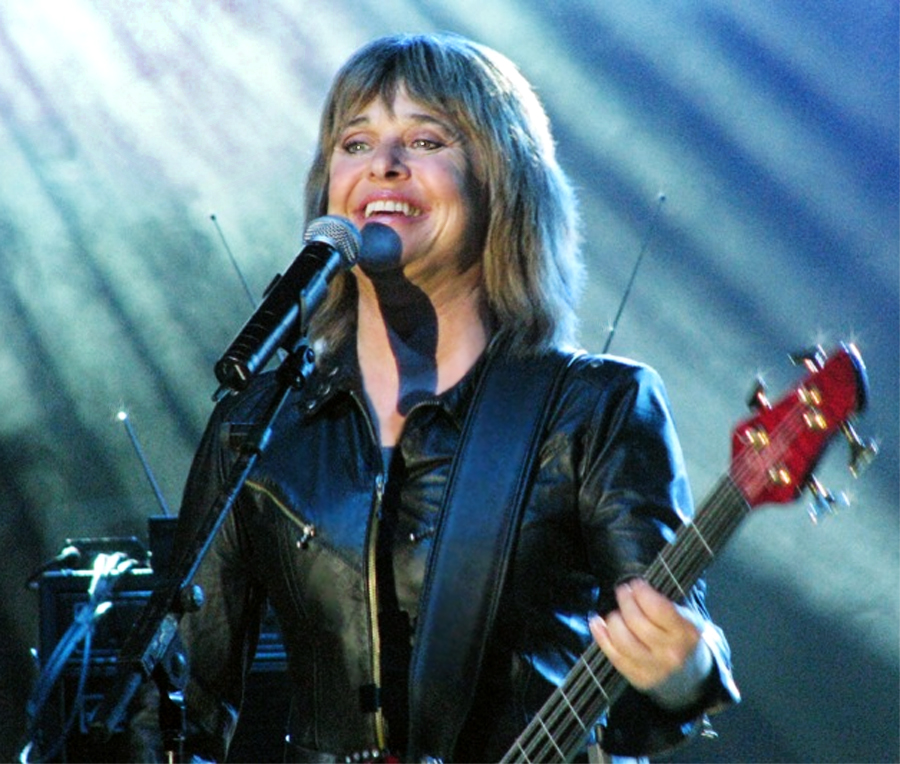
Suzi Quatro

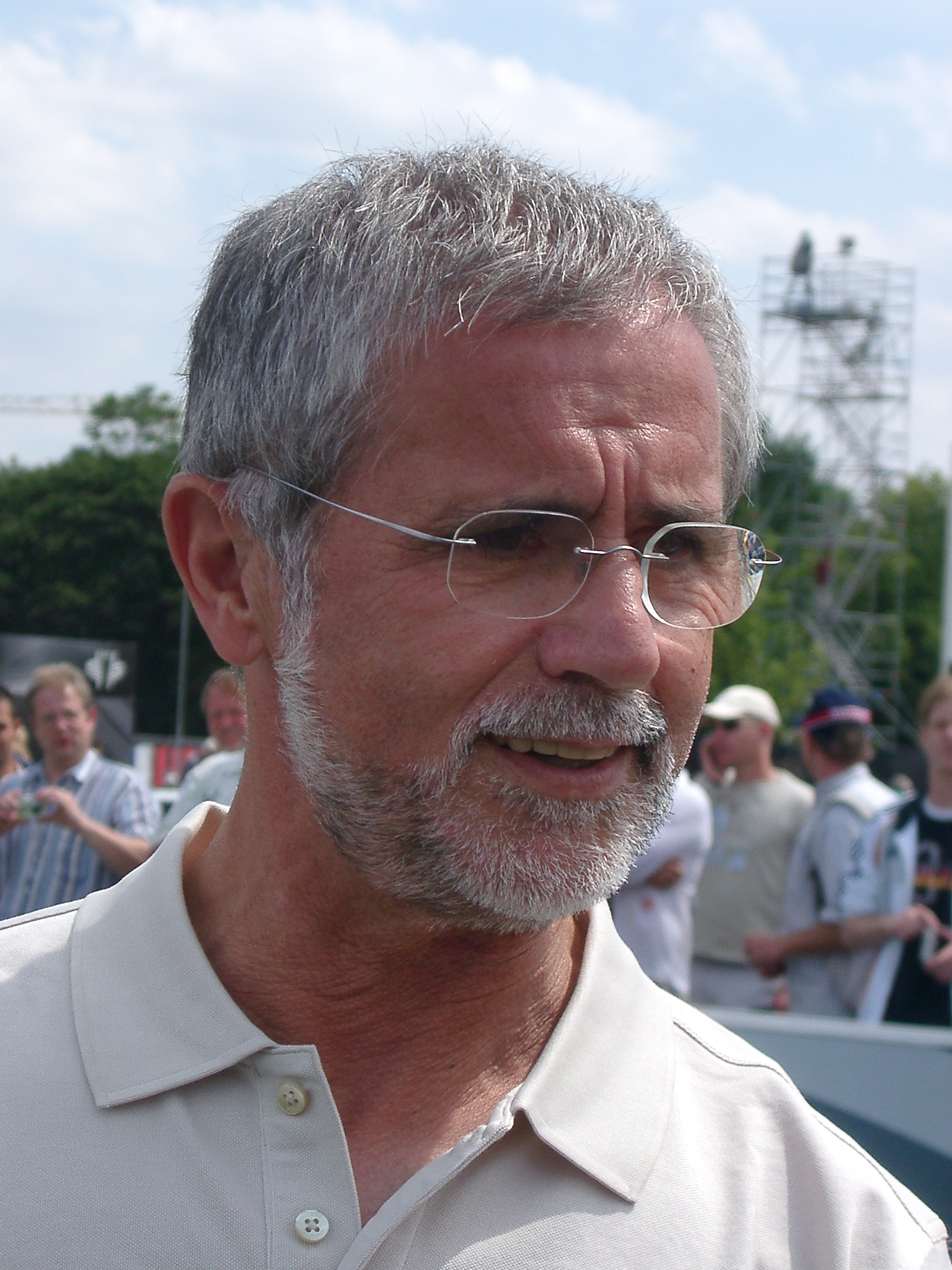
Gerd Müller

- Comédien : Jan-Michael Vincent – Roger Moore – Terence Hill
- Comédienne : Uschi Glas – Jane Seymour – Ali MacGraw
- Chanteur : David Cassidy – Bernd Clüver – Jürgen Marcus
- Chanteuse : Suzi Quatro – Ireen Sheer – Daliah Lavi
- Vedette masculine de télévision : Horst Janson – Detlev Eckstein – Dack Rambo
- Vedette féminine de télévision : Susan Dey – Monika Peitsch – Monika Lundi
- Groupe : The Sweet – Osmonds – Slade
- Sportif : Gerd Müller – Günter Netzer – Erwin Kremers

### 1974

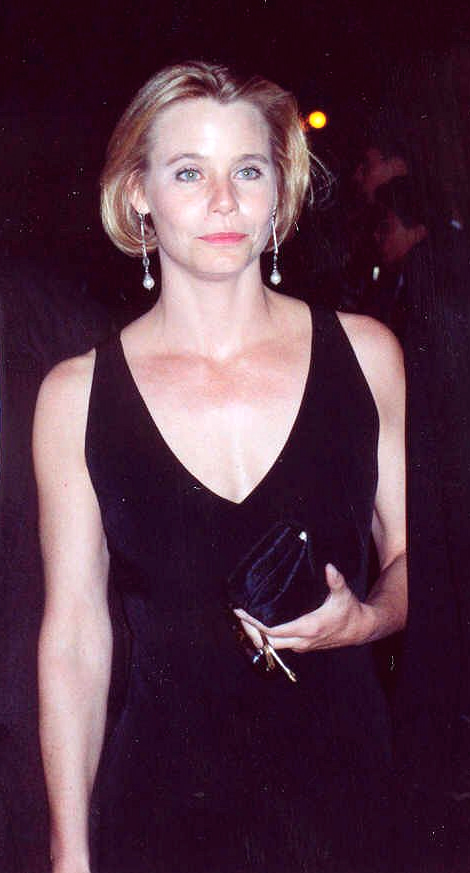
Susan Dey

- Comédien : Terence Hill – Jan-Michael Vincent – Roger Moore
- Comédienne : Ute Kittelberger – Uschi Glas – Linda Blair
- Chanteur : David Cassidy – Bernd Clüver – Jürgen Marcus
- Chanteuse : Suzi Quatro – Elfi Graf – Maggie Mae
- Vedette masculine de télévision : Steve Hodson – Oliver Tobias – Michael Gray
- Vedette féminine de télévision : Susan Dey – Gillian Blake – Edwige Pierre
- Groupe : The Sweet – Abba – Osmonds
- Sportif : Gerd Müller – Francisco Marinho – Franz Beckenbauer
- Sportive : Ulrike Meyfarth – Rosi Mittermaier – Uta Schorn

### 1975

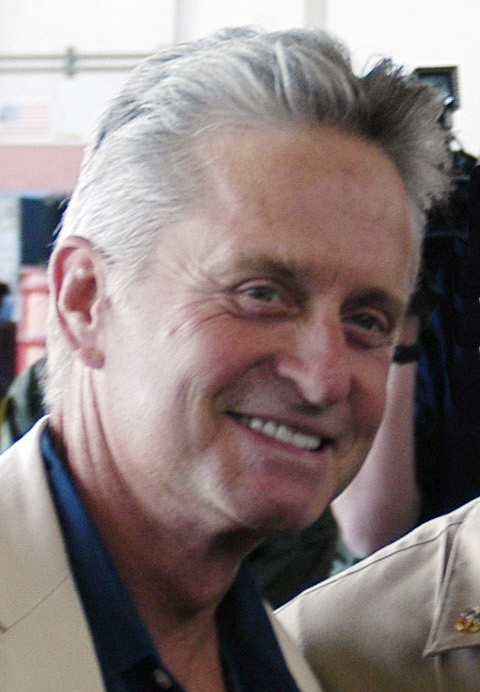
Michael Douglas

- Comédien : Terence Hill – Jan-Michael Vincent – Louis de Funès
- Comédienne : Ute Kittelberger – Linda Blair – Christiane Gött
- Chanteur : David Cassidy – Albert Hammond – Jürgen Marcus
- Chanteuse : Juliane Werding – Penny McLean – Suzi Quatro
- Vedette masculine de télévision : Michael Douglas – Peter Falk – Michael Gray
- Vedette féminine de télévision : Susan Dey – Gillian Blake – Ingrid Steeger
- Présentateur Télé : Ilja Richter – Rudi Carrell – Michael Schanze
- Présentatrice Télé : Uschi Nerke – Karin Tietze-Ludwig – Elfie von Kalckreuth
- Groupe : Bay City Rollers – The Sweet – Abba
- Sportif : Sepp Maier – Gerd Müller – Franz Beckenbauer
- Sportive : Ulrike Meyfarth – Ellen Wellmann – Princesse Anne

### 1976

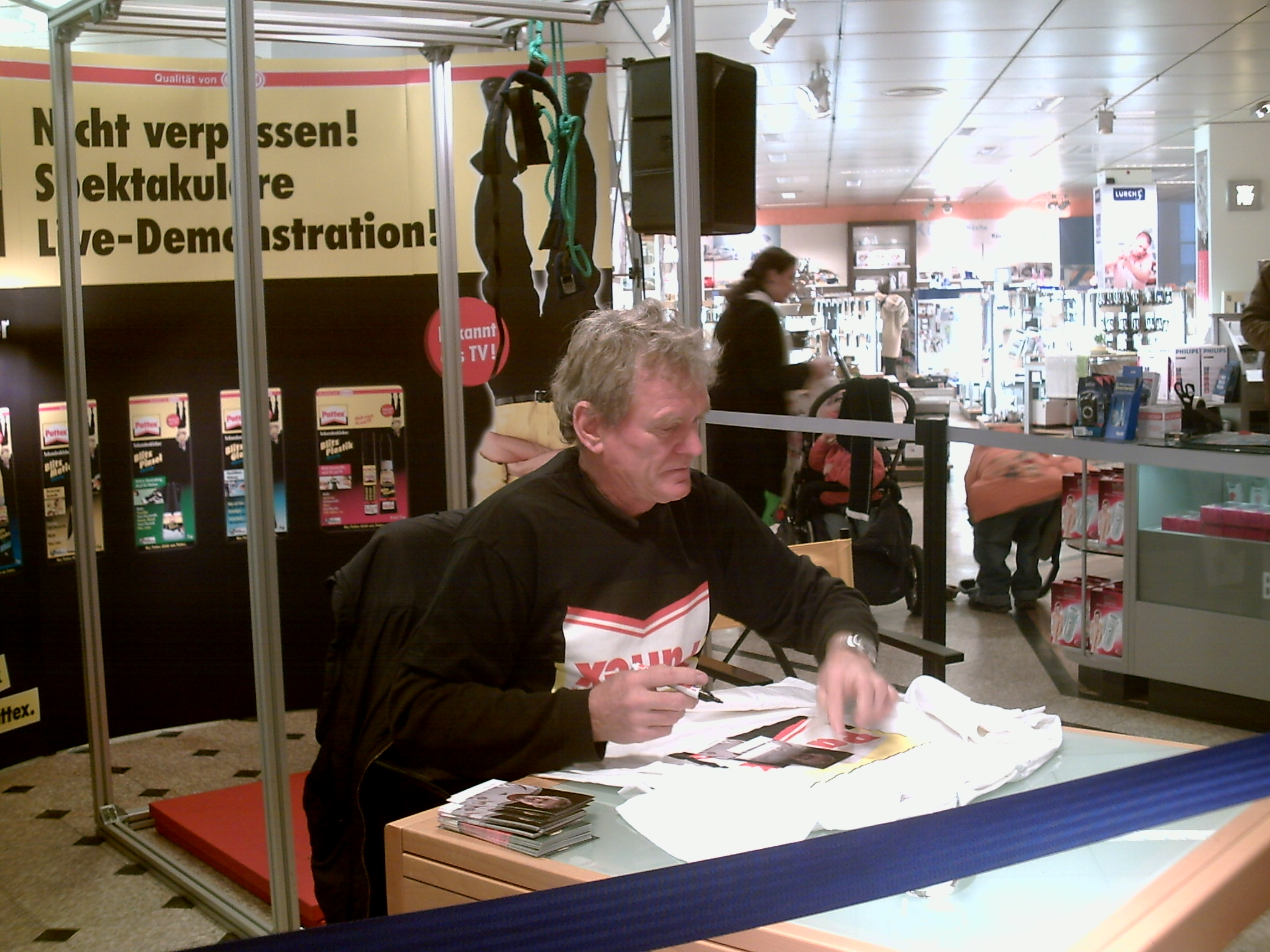
Sepp Maier

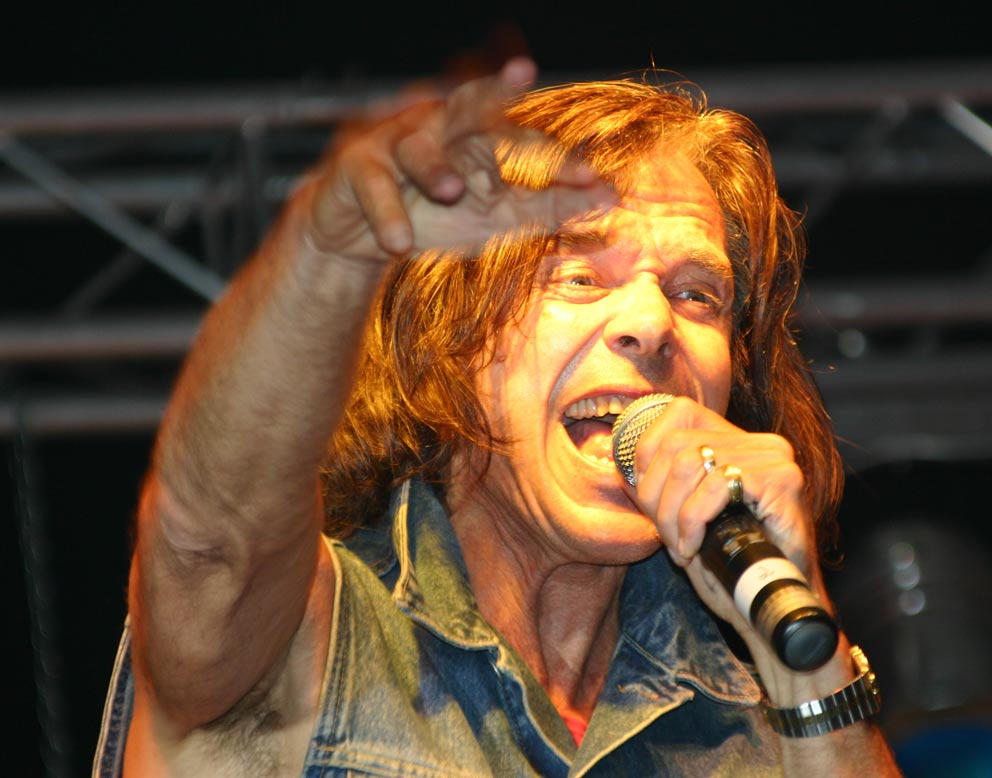
Jürgen Drews

- Comédien : Pierre Brice – Terence Hill – Jan-Michael Vincent
- Comédienne : Sophia Loren – Ute Kittelberger – Uschi Glas
- Chanteur : Shaun Cassidy – Jürgen Drews – David Cassidy
- Chanteuse : Tina Charles – Penny McLean – Marianne Rosenberg
- Vedette masculine de télévision : Michael Douglas – Oliver Tobias – Simon Turner
- Vedette féminine de télévision : Susan Dey – Ingrid Steeger – Uschi Nerke
- Groupe : Bay City Rollers – The Sweet – Abba
- Sportif : Sepp Maier – Franz Beckenbauer – Gerd Müller
- Sportive : Rosi Mittermaier – Nadia Comăneci – Annegret Richter

### 1977

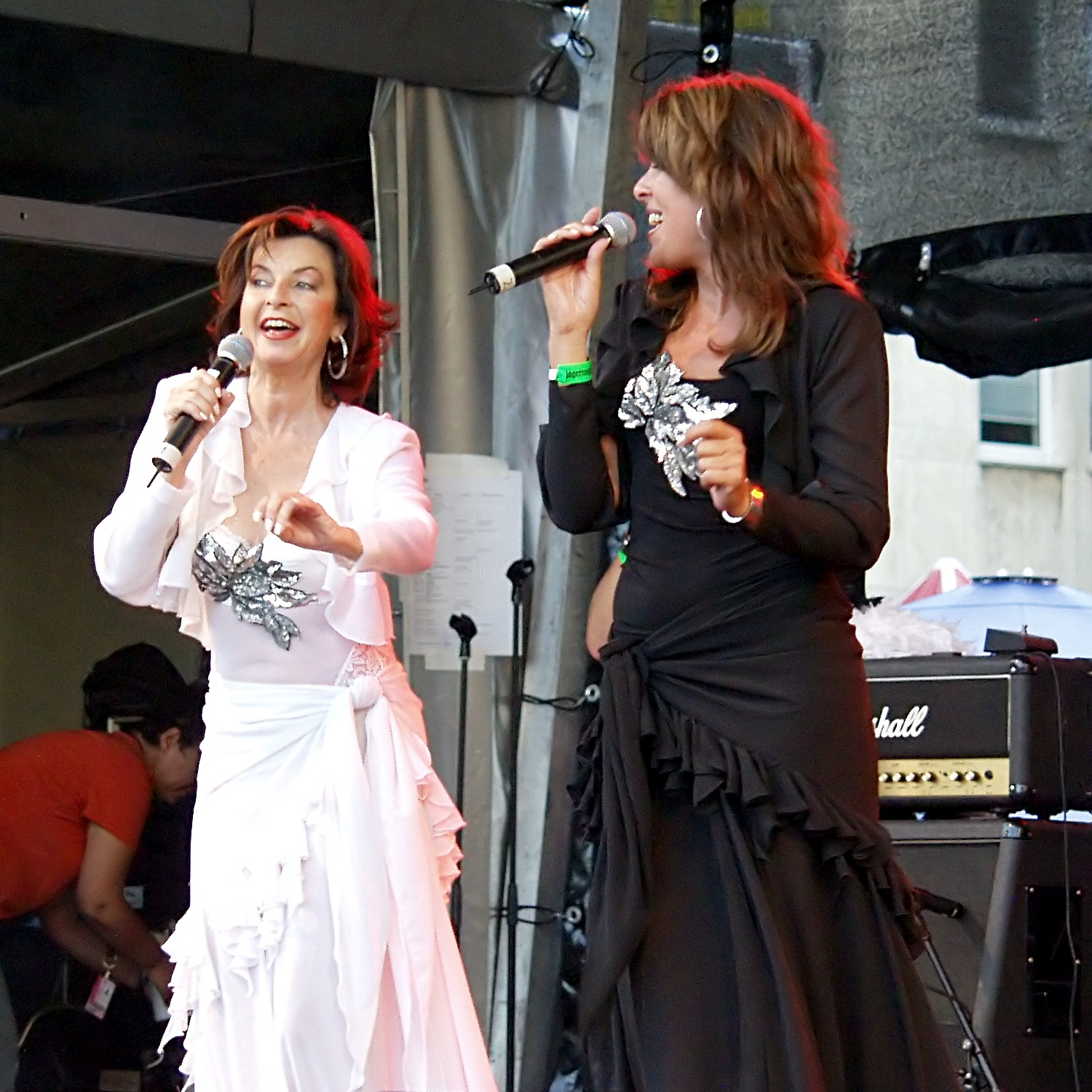
Baccara

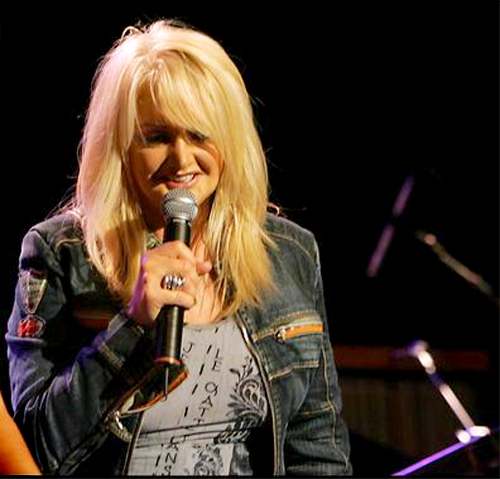
Bonnie Tyler

- Comédien : Pierre Brice – Leif Garrett – Terence Hill
- Comédienne : Nastassja Kinski – Uschi Glas – Romy Schneider
- Chanteur : Shaun Cassidy – Jürgen Drews – Frank Zander
- Chanteuse : Bonnie Tyler – Siw Inger – Marianne Rosenberg
- Duo : Baccara – Hoffmann & Hoffmann – Bellamy Brothers
- Vedette masculine de télévision : Herbert Herrmann – Christopher Stone – Thomas Fritsch
- Vedette féminine de télévision : Jutta Speidel – Ingrid Steeger – Barbara Bain
- Groupe : Smokie – Bay City Rollers – Abba
- Sportif : Sepp Maier – Klaus Fischer – Hansi Müller
- Sportive : Annegret Richter – Dagmar Lurz – Evi Mittermaier

### 1978

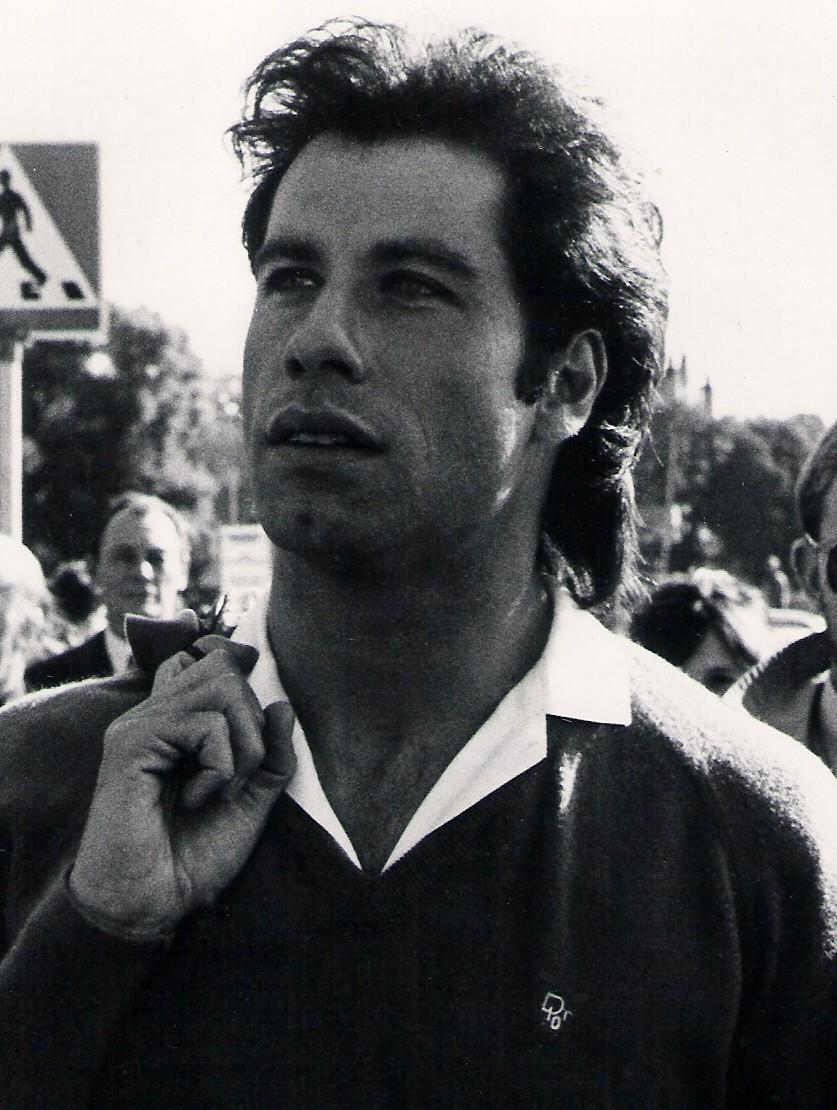
John Travolta

- Comédien : John Travolta – Bud Spencer – Pierre Brice
- Comédienne : Nastassja Kinski – Olivia Pascal – Karen Lynn Corney
- Films allemands : Sie nannten ihn Mücke – Popcorn und Himbeereis – Leidenschaftliche Blümchen
- Chanteur : Leif Garrett – Jürgen Drews – Shaun Cassidy
- Chanteuse : Olivia Newton-John – Amanda Lear – Suzi Quatro
- Vedette masculine de télévision : Paul Michael Glaser – Sascha Hehn – Richard Hatch
- Vedette féminine de télévision : Ingrid Steeger – Jutta Speidel – Catherine Schell
- Groupe : Smokie – Abba – The Teens
- Sportif : Hansi Müller – Sepp Maier – Kevin Keegan
- Sportive : Dagmar Lurz – Annegret Richter – Evi Mittermaier

### 1979

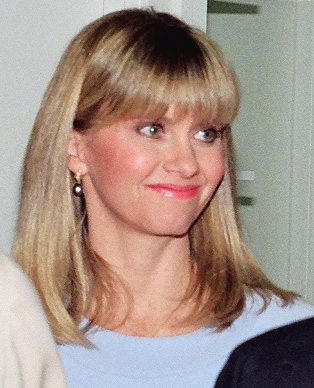
Olivia Newton-John

- Comédien : John Travolta – Bud Spencer – Roger Moore
- Comédienne : Olivia Pascal – Nastassja Kinski – Liz Taylor
- Chanteur : Leif Garrett – Peter Maffay – Patrick Hernandez
- Chanteuse : Olivia Newton-John – Donna Summer – Suzi Quatro
- Vedette masculine de télévision : Kabir Bedi – Paul Michael Glaser – Jochen Schröder
- Vedette féminine de télévision : Farrah Fawcett – Kristy McNichol – Jaclyn Smith
- Groupe : The Teens – Abba – Smokie
- Sportif : Hansi Müller – Kevin Keegan – Björn Borg
- Sportive : Christa Kinshofer – Annegret Richter – Dagmar Lurz

### 1980

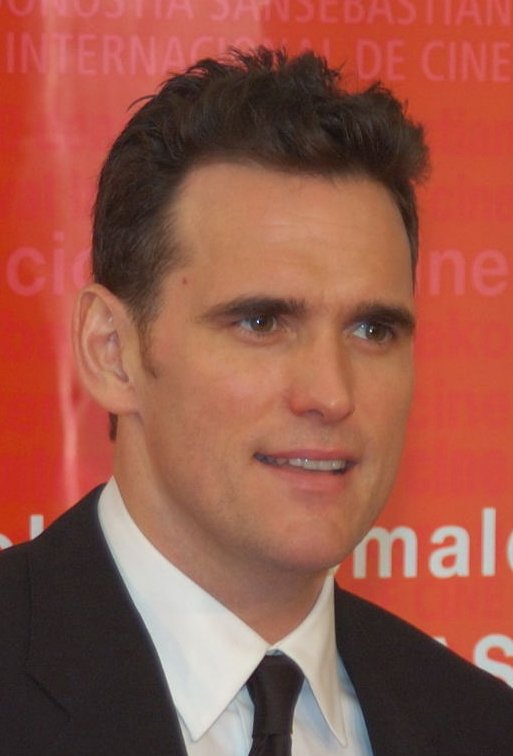
Matt Dillon

- Comédien : Matt Dillon – Terence Hill – John Travolta
- Comédienne : Kristy McNichol – Olivia Pascal – Tatum O'Neal
- Chanteur : Leif Garrett – Peter Maffay – Cliff Richard
- Chanteuse : Olivia Newton-John – Suzi Quatro – Diana Ross
- Vedette masculine de télévision : Robert Urich – Thomas Ohrner – Thomas Gottschalk
- Vedette féminine de télévision : Farrah Fawcett – Désirée Nosbusch – Jaclyn Smith
- Groupe : The Teens – Abba – KISS
- Sportif : Karl-Heinz Rummenigge – Hansi Müller – Björn Borg
- Sportive : Christa Kinshofer – Dagmar Lurz – Tina Riegel

### 1981

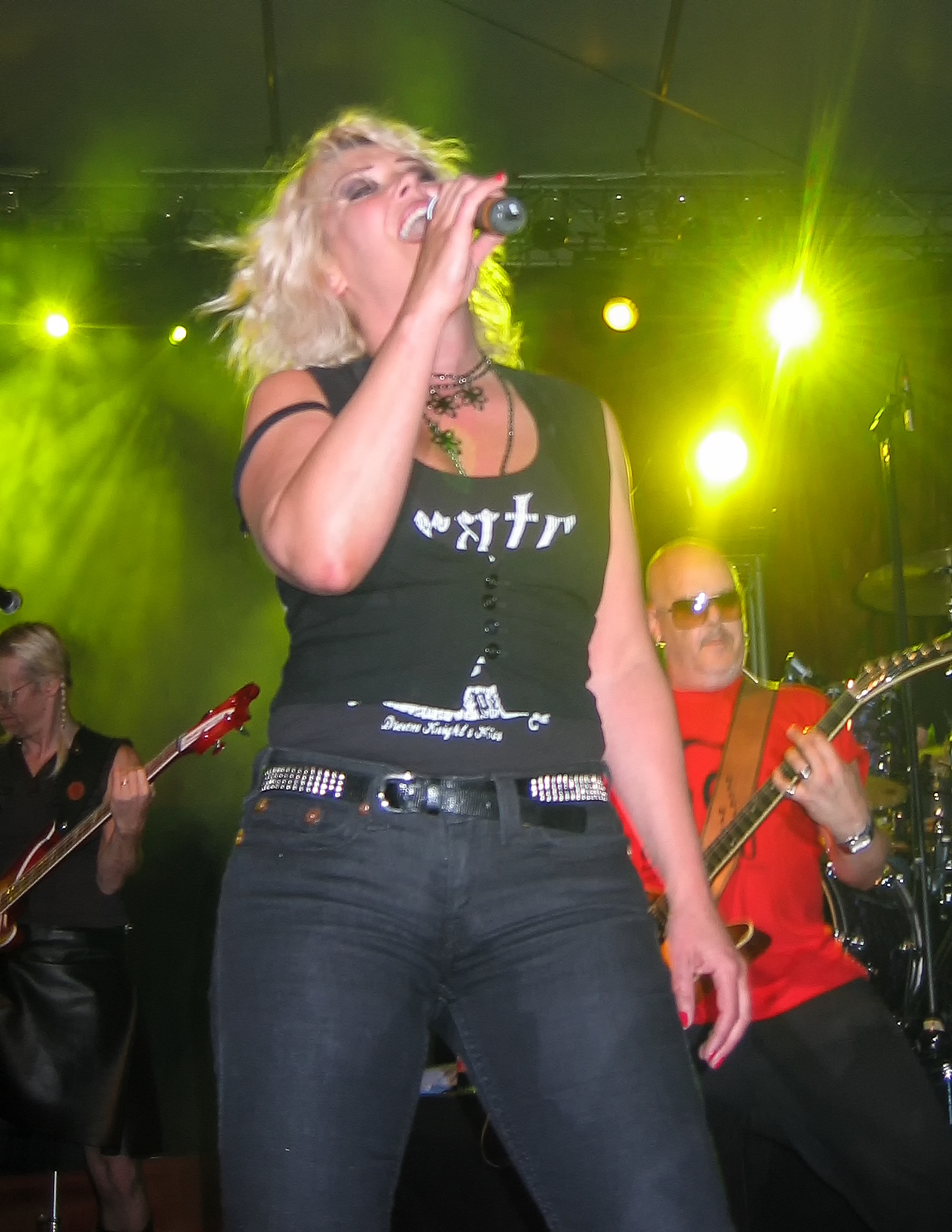
Kim Wilde

- Comédien : Roger Moore – Matt Dillon – Christopher Atkins
- Comédienne : Farrah Fawcett – Kristy McNichol – Brooke Shields
- Chanteur : Shakin' Stevens – Roland Kaiser – Marius Müller-Westernhagen
- Chanteuse : Kim Wilde – Olivia Newton-John – Helen Schneider
- Vedette masculine de télévision : Patrick Duffy – Robert Urich – Sascha Hehn
- Vedette féminine de télévision : Victoria Principal – Désirée Nosbusch – Charlene Tilton
- Groupe : Adam & The Ants – The Teens – Abba
- Sportif : Karl-Heinz Rummenigge – Pierre Littbarski – Hansi Müller
- Sportive : Denise Biellmann – Tina Riegel – Christa Kinshofer

### 1982

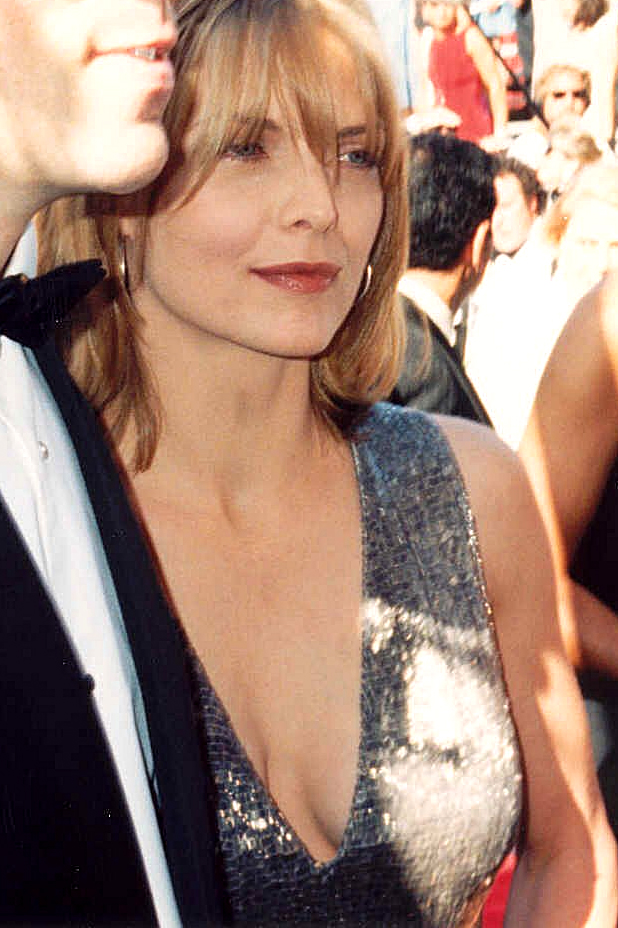
Michelle Pfeiffer

- Comédien : Maxwell Caulfield – Adriano Celentano – Arnold Schwarzenegger
- Comédienne : Michelle Pfeiffer – Ornella Muti – Farrah Fawcett
- Chanteur : Shakin' Stevens – F. R. David – Peter Maffay
- Chanteuse : Nena – Kim Wilde – Frida
- Vedette masculine de télévision : Patrick Duffy – Lewis Collins – Martin Shaw
- Vedette féminine de télévision : Victoria Principal – Jutta Speidel – Linda Gray
- Groupe : Spider Murphy Gang – Abba – BAP
- Sportif : Karl-Heinz Rummenigge – Pierre Littbarski – Toni Schumacher
- Sportive : Ulrike Meyfarth – Tina Riegel – Denise Biellmann

### 1983

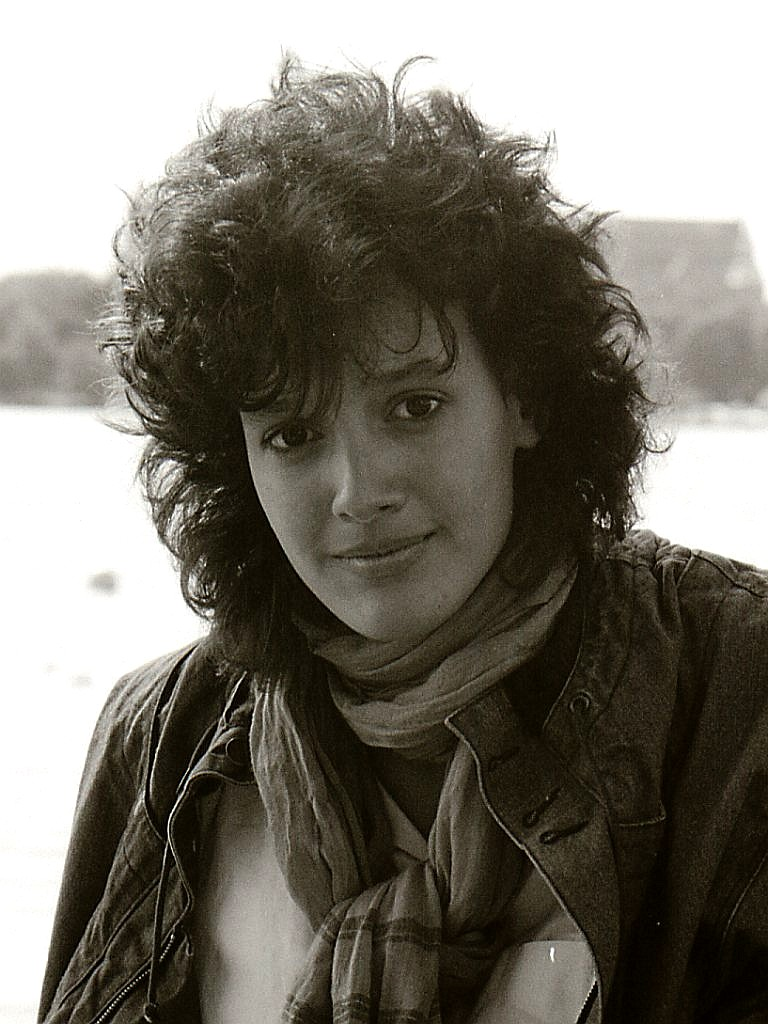
Jennifer Beals

- Comédien : John Travolta – Sylvester Stallone – Mark Hamill
- Comédienne : Jennifer Beals – Sophie Marceau – Cynthia Rhodes
- Chanteur : Limahl – Shakin' Stevens – Rod Stewart
- Chanteuse : Irene Cara – Kim Wilde – Agnetha Fältskog
- Vedette masculine de télévision : John James – Patrick Duffy – Thomas Gottschalk
- Vedette féminine de télévision : Heather Locklear – Linda Evans – Victoria Principal
- Groupe : Nena (+ Orchestre) – KajaGooGoo – Culture Club
- Sportif : Karl-Heinz Rummenigge – Toni Schumacher – Jean-Marie Pfaff

### 1984

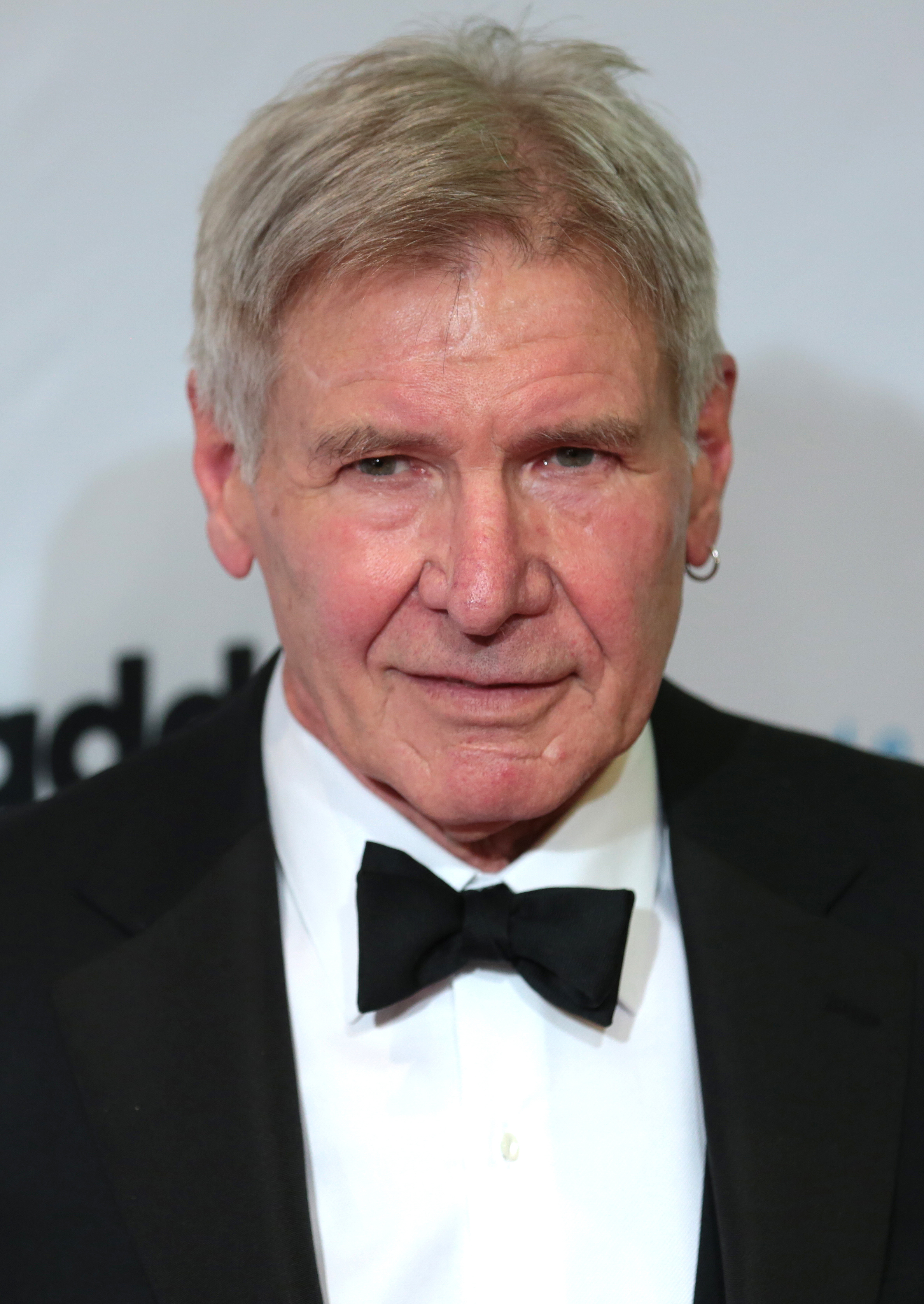
Harrison Ford

- Comédien : Harrison Ford – Noah Hathaway – Kevin Bacon
- Comédienne : Tami Stronach – Jennifer Beals – Lori Singer
- Chanteur : Limahl – George Michael – Shakin' Stevens
- Chanteuse : Kim Wilde – Cyndi Lauper – Tina Turner
- Vedette masculine de télévision : Tom Selleck – John James – Michael Praed
- Vedette féminine de télévision : Stefanie Powers – Priscilla Presley – Heather Locklear
- Groupe : Nena (+ Orchestre) – Duran Duran – Wham
- Sportif : Karl-Heinz Rummenigge – Michael Groß – Toni Schumacher

### 1985

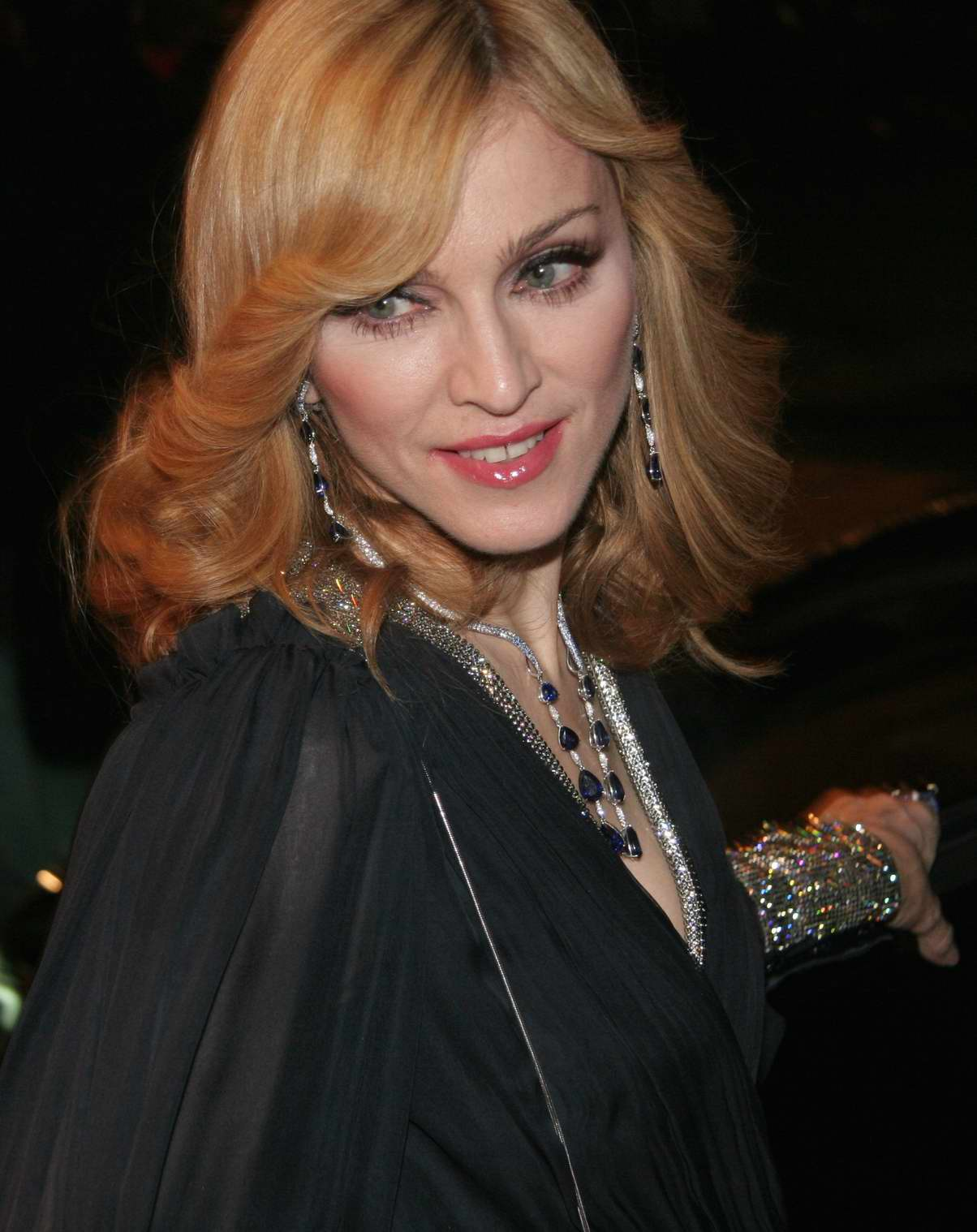
Madonna

- Comédien : Sylvester Stallone – Michael J. Fox – Götz George
- Comédienne : Jennifer Beals – Grace Jones – Tanya Roberts
- Chanteur : Falco – Rick Springfield – Bruce Springsteen
- Chanteuse : Madonna – Sandra – Tina Turner
- Vedette masculine de télévision : Richard Chamberlain – Hendrik Martz – Lee Majors
- Vedette féminine de télévision : Heather Thomas – Rachel Ward – Stefanie Powers
- Groupe : Modern Talking – Duran Duran – A-ha
- Sportif : Boris Becker – Aaron Krickstein – Ivan Lendl

### 1986

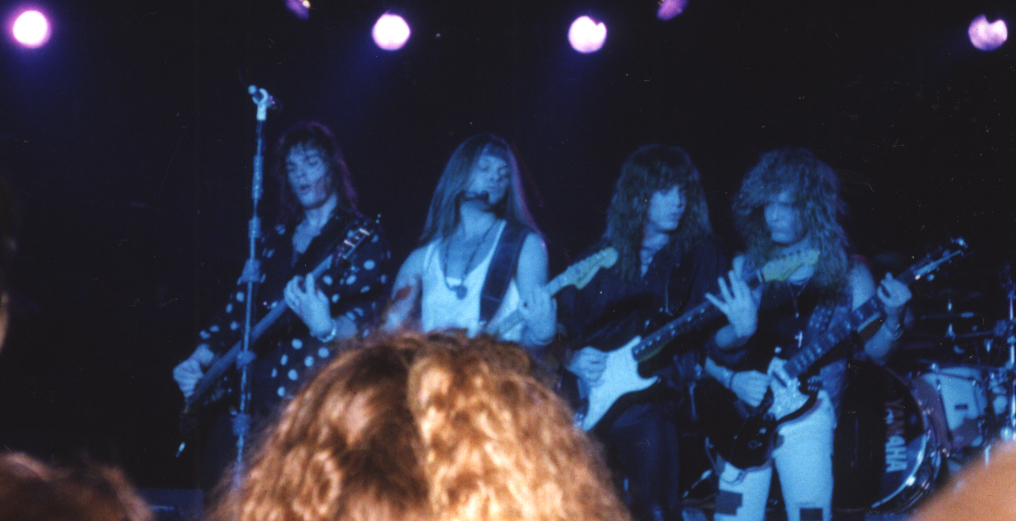
Europe

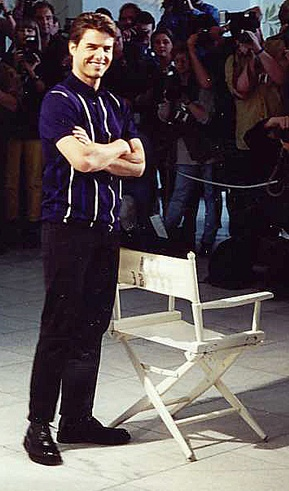
Tom Cruise

- Stars masculines de cinéma : Tom Cruise – Sylvester Stallone – Ralph Macchio
- Stars féminines de cinéma : Kelly McGillis – Farrah Fawcett – Radost Bokel
- Chanteur : Falco – Den Harrow – Chris Norman
- Chanteuse : Madonna – Samantha Fox – Sandra
- Vedette masculine de télévision : Bruce Boxleitner – Hendrik Martz – David Hasselhoff
- Vedette féminine de télévision : Kate Jackson – Catherine Oxenberg – Heather Thomas
- Groupe de rock- : A-ha – Modern Talking – Depeche Mode
- Hard 'n Heavy : Europe – Scorpions – ZZ Top
- Sportif : Boris Becker – Steffi Graf – Stefan Edberg

### 1987

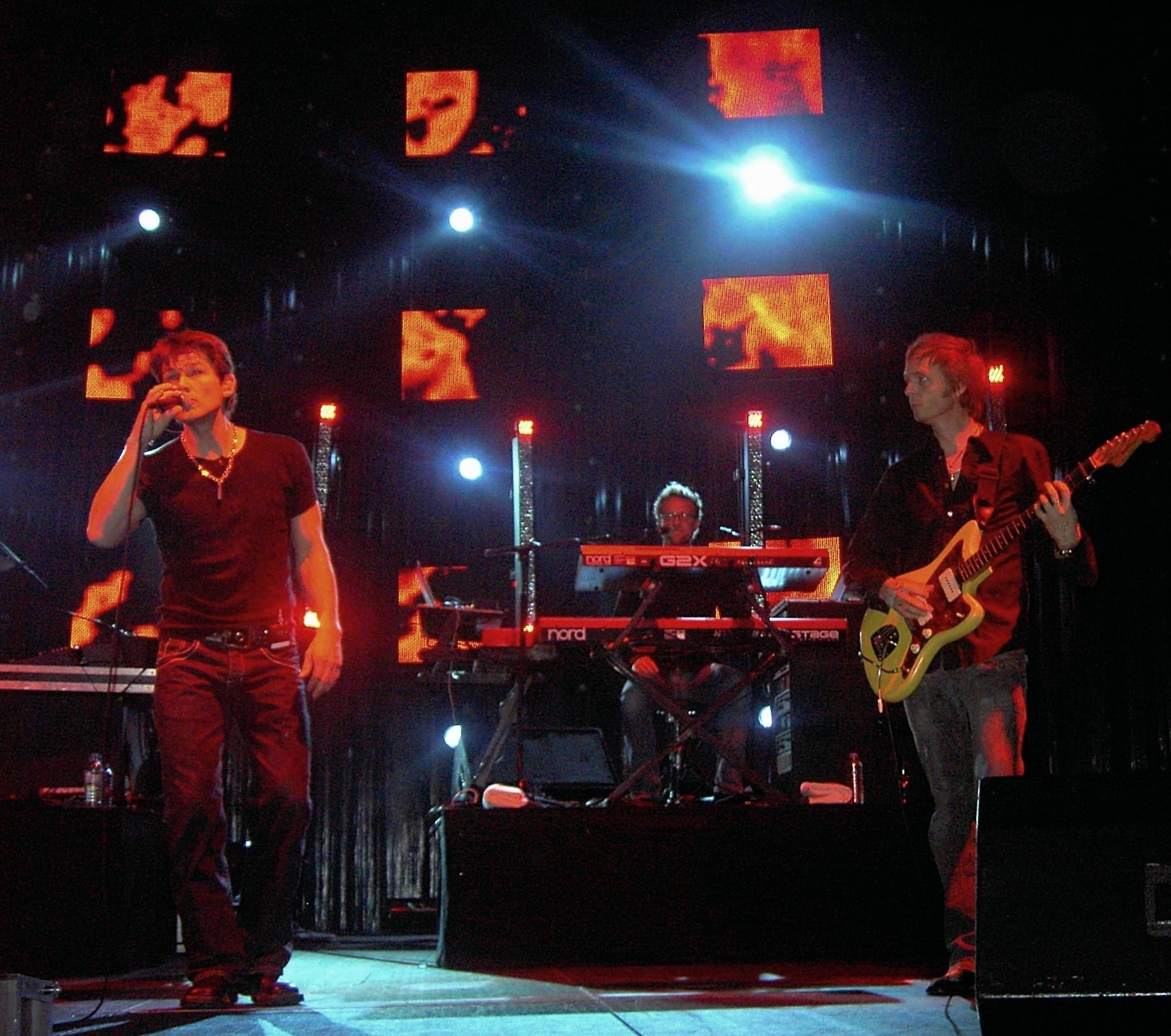
a-ha

- Comédien : Tom Cruise – Sylvester Stallone – Eddie Murphy
- Comédienne : Kelly McGillis – Jennifer Grey – Brigitte Nielsen
- Chanteur : Den Harrow – Michael Jackson – Rick Astley
- Chanteuse : Madonna – Sandra – Sabrina
- Vedette masculine de télévision : Don Johnson – Patrick Swayze – Bruce Boxleitner
- Vedette féminine de télévision : Kate Jackson – Heather Thomas – Lesley-Anne Down
- Groupe de rock : A-ha – Pet Shop Boys – Depeche Mode
- Hard 'n Heavy : Europe – Bon Jovi – Whitesnake
- Sportif : Steffi Graf – Stefan Edberg – Gabriela Sabatini

### 1988

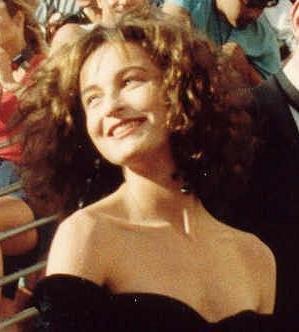
Jennifer Grey

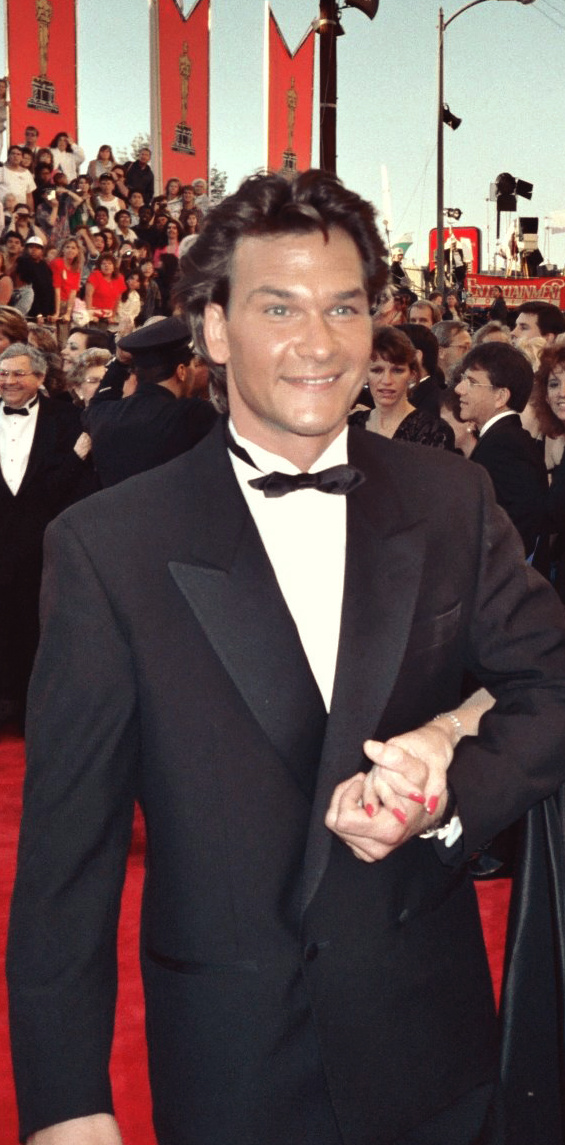
Patrick Swayze

- Comédien : Patrick Swayze – Sylvester Stallone – Eddie Murphy
- Comédienne : Jennifer Grey – Linda Kozlowski – Kelly McGillis
- Chanteur : Michael Jackson – Rick Astley – Eros Ramazzotti
- Chanteuse : Sandra – Whitney Houston – Kylie Minogue
- Vedette masculine de télévision : David Hasselhoff – Don Johnson – Bruce Boxleitner
- Vedette féminine de télévision : Kate Jackson – Heather Thomas – Silvia Seidel
- Groupe de rock : Die Ärzte – A-ha – Bros
- Hard 'n Heavy : Europe – Bon Jovi – Helloween
- Sportif : Andre Agassi – Jürgen Klinsmann – Stefan Edberg
- Sportive : Steffi Graf – Florence Griffith-Joyner – Anja Fichtel

### 1989

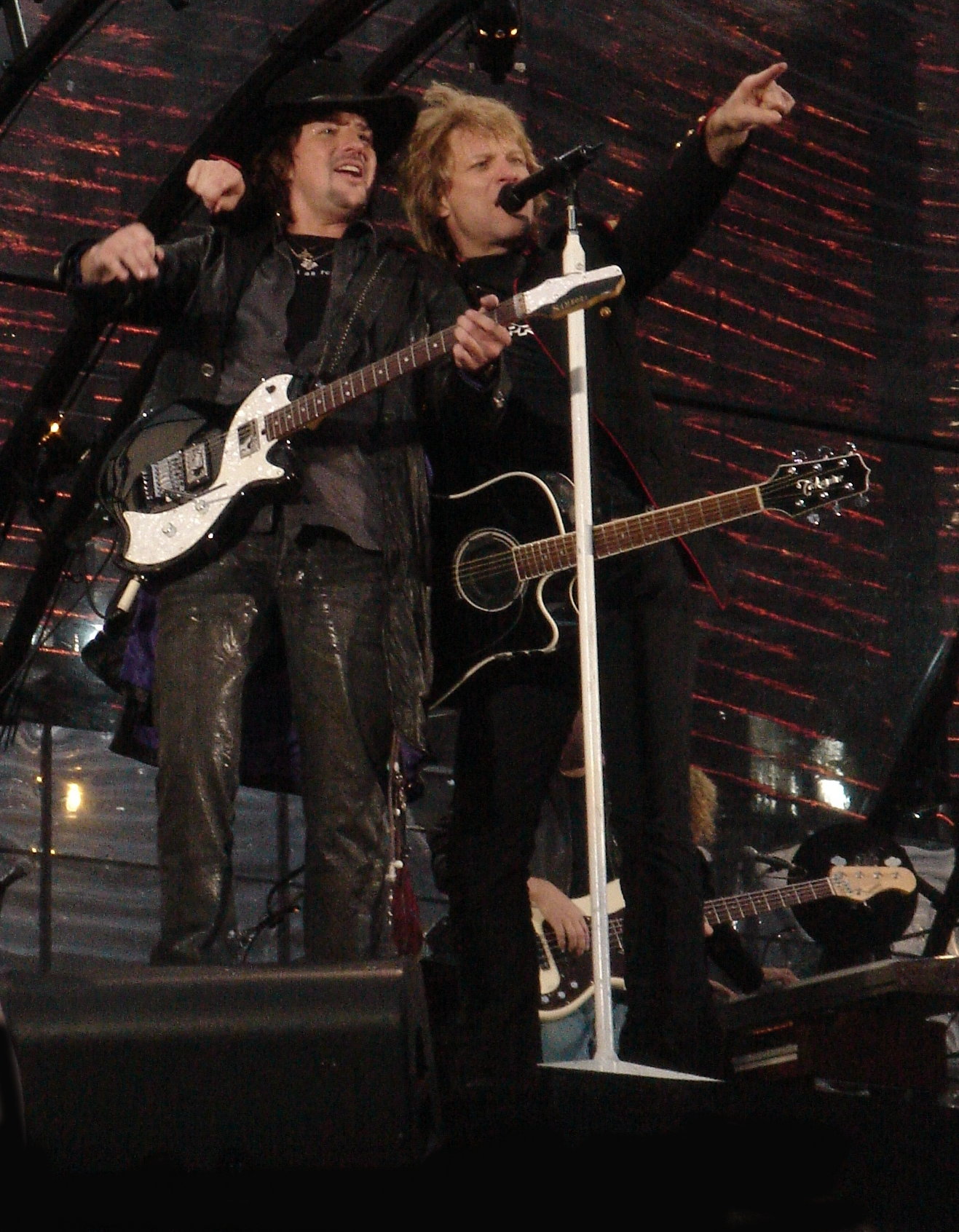
Bon Jovi

- Comédien : Tom Cruise – Corey Haim – Patrick Swayze
- Comédienne : Kim Basinger – Sophie Marceau – Jennifer Grey
- Chanteur : Jason Donovan – David Hasselhoff – Michael Jackson
- Chanteuse : Sandra – Madonna – Kylie Minogue
- Vedette masculine de télévision : David Hasselhoff – Don Johnson – Richard Dean Anderson
- Vedette féminine de télévision : Heather Locklear – Heather Thomas – Andrea Elson
- Présentateur télé : Thomas Gottschalk – Kai Böcking – Günther Jauch
- Groupe rock/pop : Milli Vanilli – Roxette – Bros
- Groupe Hard 'n Heavy : Bon Jovi – Europe – Guns N' Roses
- Sportif : Boris Becker – Andre Agassi – Carl-Uwe Steeb
- Sportive : Steffi Graf – Gabriela Sabatini – Monica Seles

### 1990

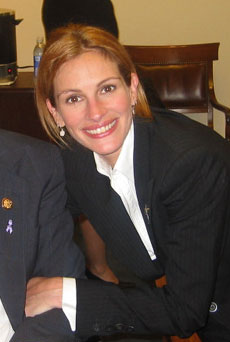
Julia Roberts

- Comédien : Tom Cruise – Patrick Swayze – Richard Gere
- Comédienne : Julia Roberts – Jennifer Grey – Kirstie Alley
- Chanteur : Matthias Reim – David Hasselhoff – Jason Donovan
- Chanteuse : Sandra – Sinead O'Connor – Janet Jackson
- Vedette masculine de télévision : David Hasselhoff – Billy Warlock – Brandon Call
- Vedette féminine de télévision : Erika Eleniak – Heather Locklear – Kate Jackson
- Présentateur télé : Thomas Gottschalk – Kai Böcking – Günther Jauch
- Groupe rock/pop : New Kids On The Block – Depeche Mode – Roxette
- Groupe Hard'n Heavy : Bon Jovi – Alice Cooper – Europe
- Sportif : Andre Agassi – Jürgen Klinsmann – Lothar Matthäus
- Sportive : Steffi Graf – Katrin Krabbe – Monica Seles

### 1991

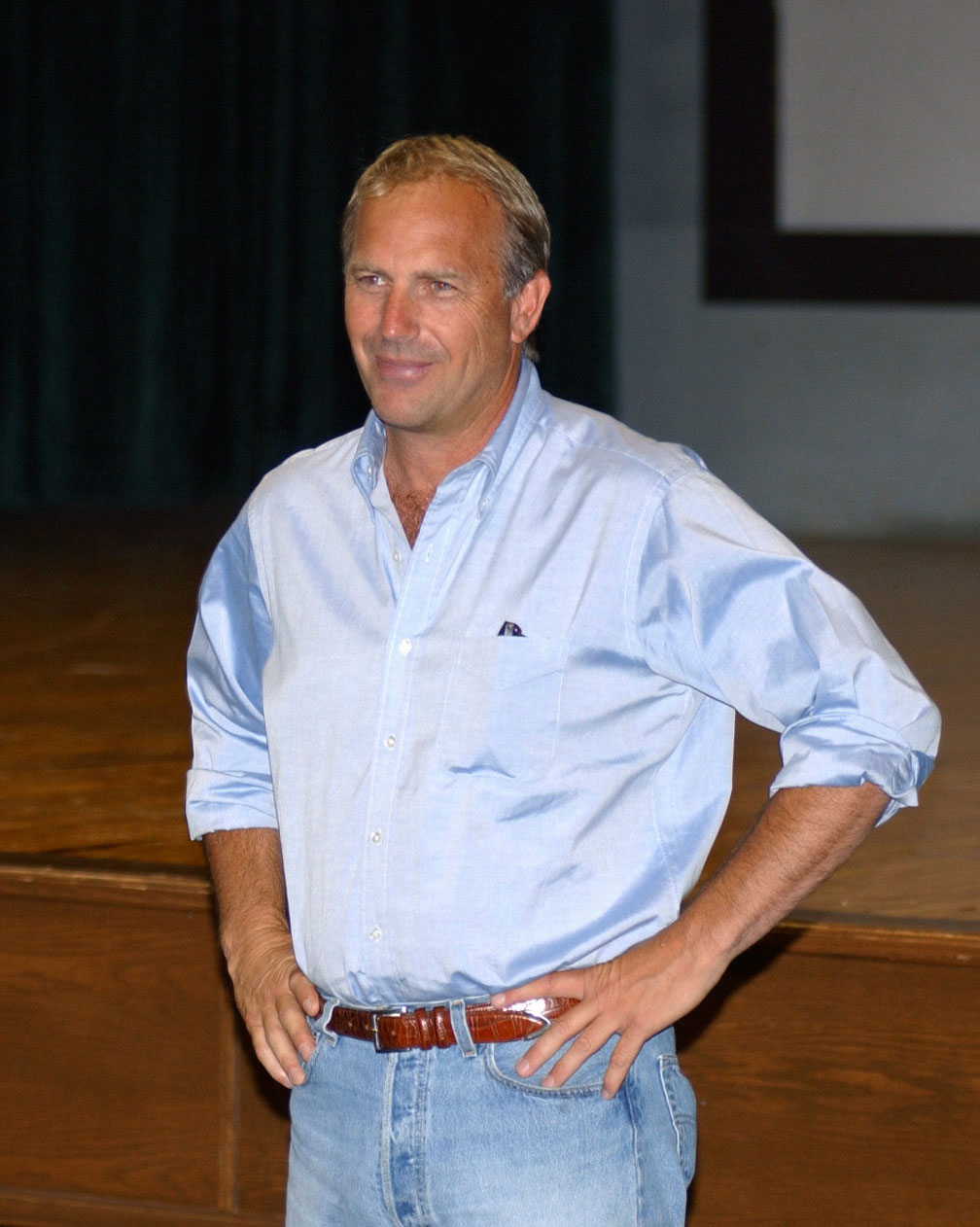
Kevin Costner

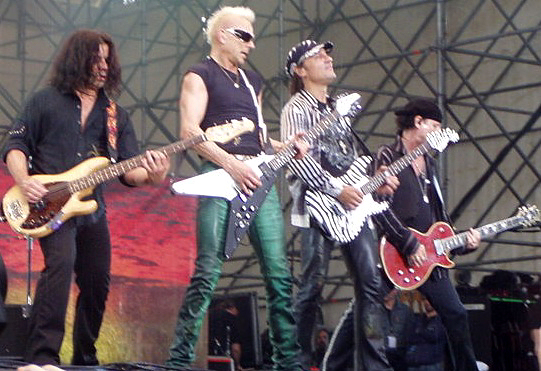
Scorpions

- Comédien : Kevin Costner – Arnold Schwarzenegger – Patrick Swayze
- Comédienne : Julia Roberts – Linda Hamilton – Kirstie Alley
- Chanteur : Bryan Adams – David Hasselhoff – Matthias Reim
- Chanteuse : Sandra – Cherer – Paula Abdul
- Dancefloor : Marky Mark – MC Hammer – Vanilla Ice
- Vedette masculine de télévision : David Hasselhoff – Richard Grieco – Billy Warlock
- Vedette féminine de télévision : Erika Eleniak – Marcy Walker – Heather Locklear
- Présentateur télé : Thomas Gottschalk – Hape Kerkeling – Günther Jauch
- Groupe rock/pop : New Kids On The Block – Roxette – Depeche Mode
- Groupe Hard 'n Heavy : Scorpions – Guns N' Roses – Bon Jovi
- Sportif : Andre Agassi – Michael Stich – Stefan Edberg
- Sportive : Katrin Krabbe – Steffi Graf – Monica Seles

### 1992

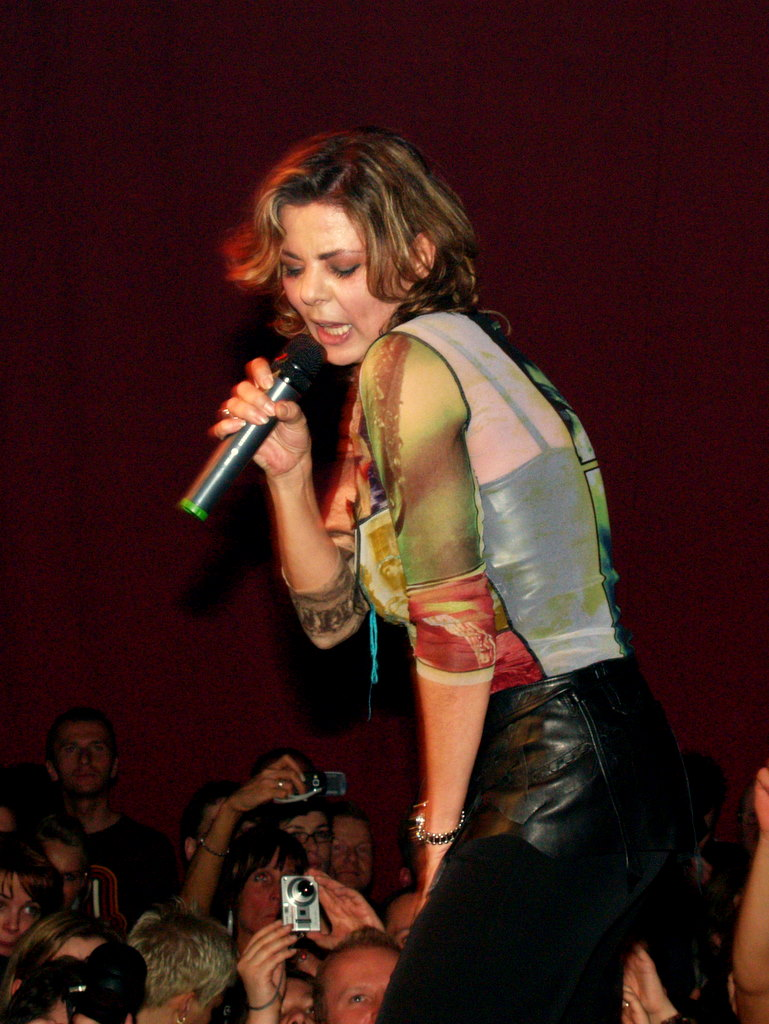
Sandra Cretu

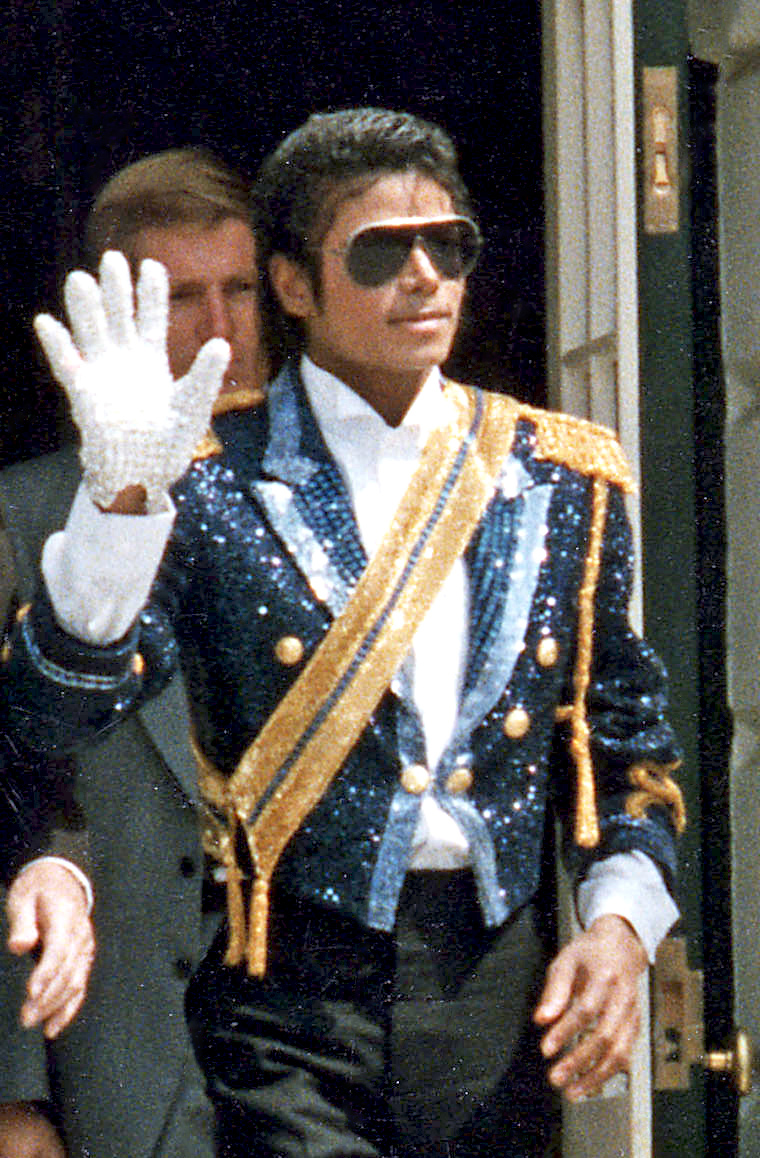
Michael Jackson

- Comédien : Kevin Costner – Jean-Claude Van Damme – Arnold Schwarzenegger
- Comédienne : Julia Roberts – Sharon Stone – Jodie Foster
- Chanteur : Michael Jackson – David Hasselhoff – Bryan Adams
- Chanteuse : Sandra – Madonna – Mariah Carey
- Dancefloor : Dr. Alban – Marky Mark & The Funky Bunch – Die Fantastischen Vier
- Vedette masculine de télévision : Jason Priestley – Luke Perry – David Hasselhoff
- Vedette féminine de télévision : Shannen Doherty – Jennie Garth – Erika Eleniak
- Présentateur télé : Thomas Gottschalk – Linda de Mol – Günther Jauch
- Groupe rock/pop : Roxette – New Kids On The Block – Genesis
- Groupe Hard 'n Heavy : Guns N' Roses – Mr. Big – Scorpions
- Sportif : Andre Agassi – Boris Becker – Magic Johnson
- Sportive : Franziska van Almsick – Steffi Graf – Heike Henkel
- Catcheur : Hulk Hogan – Bret 'Hitman' Hart – The British Bulldog

### 1993

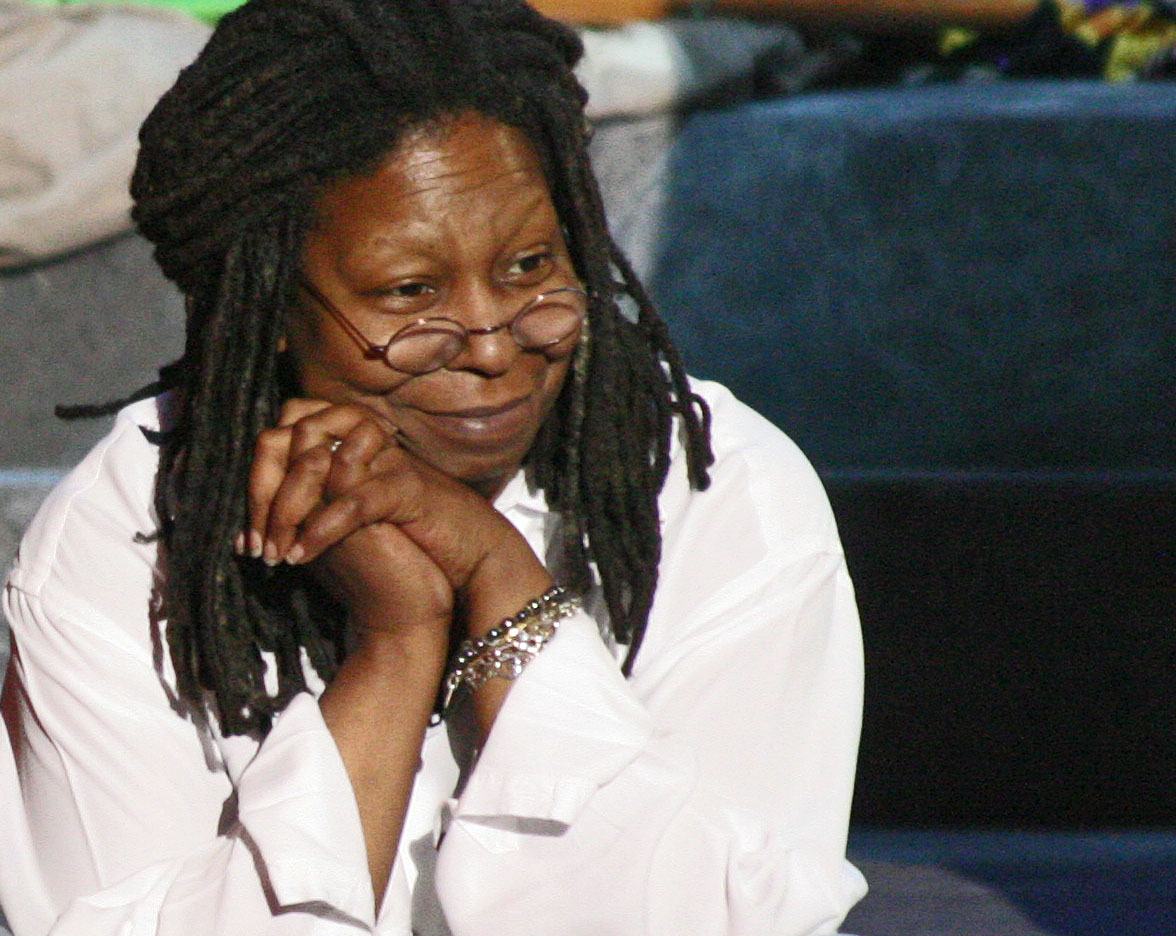
Whoopi Goldberg

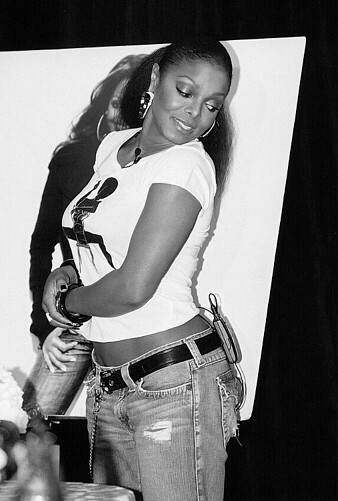
Janet Jackson

- Comédien : Tom Cruise – Kevin Costner – Jean-Claude Van Damme
- Comédienne : Whoopi Goldberg – Whitney Houston – Julia Roberts
- Chanteur : Michael Jackson – David Hasselhoff – Eros Ramazzotti
- Chanteuse : Janet Jackson – Whitney Houston – Sandra
- Rap & Dancefloor : Culture Beat – 2 Unlimited – Haddaway
- Vedette masculine de télévision : Luke Perry – Jason Priestley – David Charvet
- Vedette féminine de télévision : Shannen Doherty – Jennie Garth – Christina Applegate
- Présentateur télé : Kristiane Backer – Linda de Mol – Thomas Gottschalk
- Groupe rock/pop : 4 Non Blondes – Take That – Ace of Base
- Groupe Hard 'n Heavy : Bon Jovi – Guns N' Roses – Scorpions
- Sportif : Marc-Kevin Goellner – Michael Stich – Michael Schumacher
- Sportive : Franziska van Almsick – Steffi Graf – Anke Huber
- Catcheur : Bret 'Hitman' Hart – Hulk Hogan – Lex Luger

### 1994

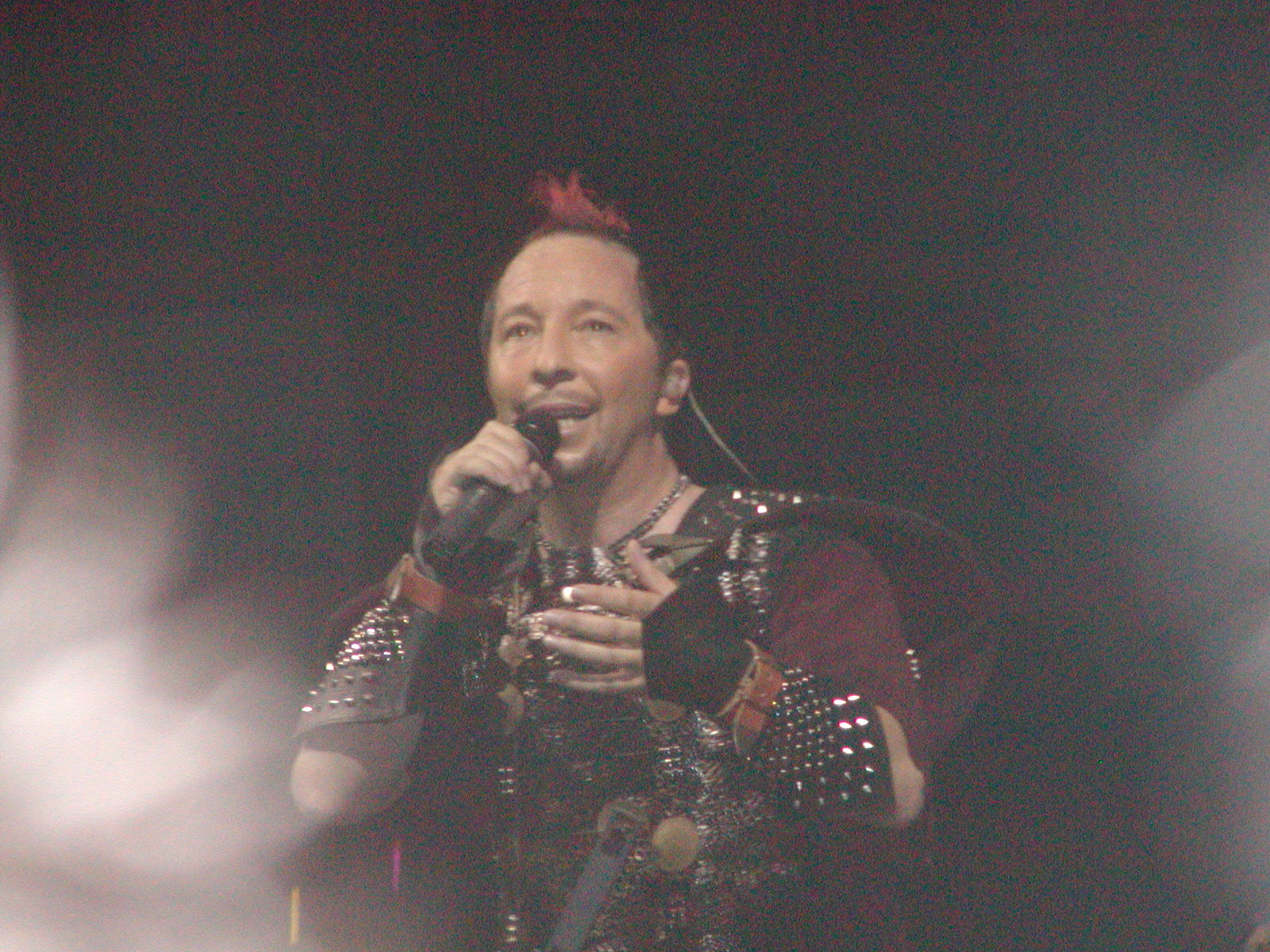
DJ BoBo

- Comédien : Keanu Reeves – Tom Hanks – Kevin Costner
- Comédienne : Whoopi Goldberg – Julia Roberts – Winona Ryder
- Chanteur : Michael Jackson – Joshua Kadison – Bryan Adams
- Chanteuse : Mariah Carey – Janet Jackson – Madonna
- Dancefloor : DJ Bobo – 2 Unlimited – Whigfield
- Rap & Techno : Marusha – Mark'Oh – The Prodigy
- Vedette masculine de télévision : Luke Perry – Jonathan Brandis – Joe Lando
- Vedette féminine de télévision : Jennie Garth – Shannen Doherty – Pamela Anderson
- Présentateur télé : Kristiane Backer – Ray Cokes – Arabella Kiesbauer
- Groupe pop : Take That – Worlds Apart – East 17
- Groupe rock : Bon Jovi – Aerosmith – Nirvana

### 1995

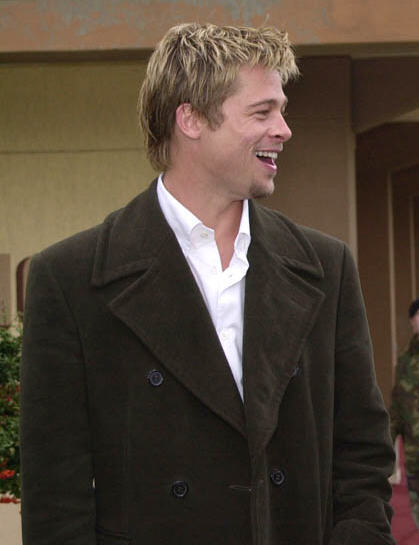
Brad Pitt

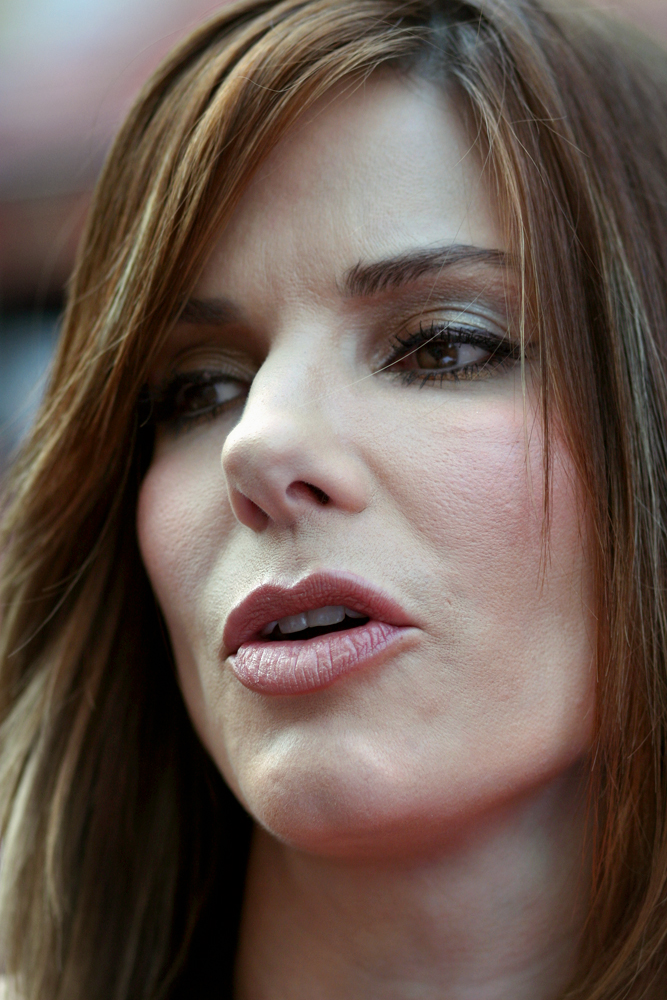
Sandra Bullock

- Comédien : Brad Pitt – Tom Hanks – Johnny Depp
- Comédienne : Sandra Bullock – Alicia Silverstone – Whoopi Goldberg
- Chanteur : Michael Jackson – DJ Bobo – Mark'Oh
- Chanteuse : Janet Jackson – Mariah Carey – Whigfield
- Vedette masculine de télévision : Stephen Dürr – Joe Lando – Maximilian Grill
- Vedette féminine de télévision : Heike Makatsch – Pamela Anderson – Valerie Niehaus
- Groupe pop : Kelly Family – Caught in the Act – Take That
- Groupe rock : Bon Jovi – Die Ärzte – Green Day

### 1996

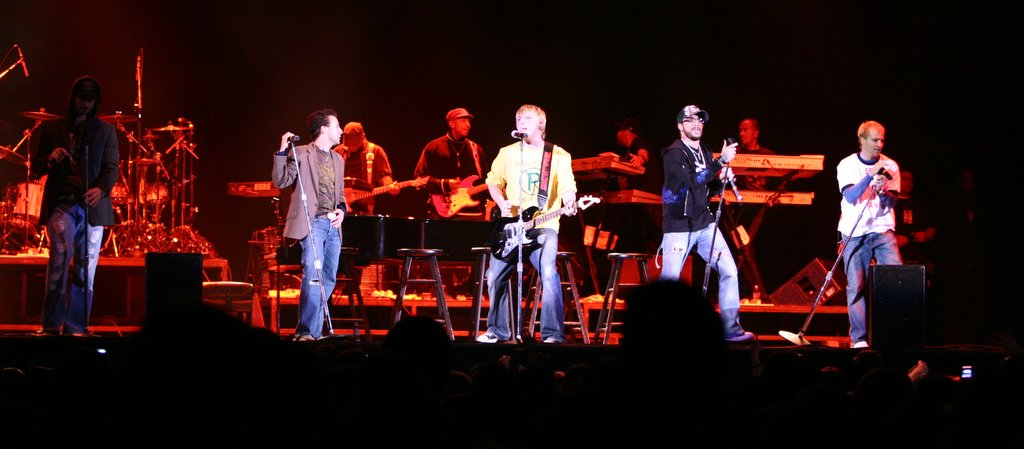
Backstreet Boys

- Comédien : Tom Cruise – Brad Pitt – Tom Hanks
- Comédienne : Sandra Bullock – Michelle Pfeiffer – Pamela Anderson
- Chanteur : Peter Andre – Michael Jackson – DJ Bobo
- Chanteuse : Blümchen – Alanis Morissette – Mariah Carey
- Vedette masculine de télévision : David Duchovny – Jared Leto – Ralf Bauer
- Vedette féminine de télévision : Gillian Anderson – Jasmin Gerat – Valerie Niehaus
- Groupe pop : Backstreet Boys – Kelly Family – Caught in the Act
- Groupe rock : Die Toten Hosen – Bon Jovi – Die Ärzte
- OTTO de platine : Bee Gees

### 1997

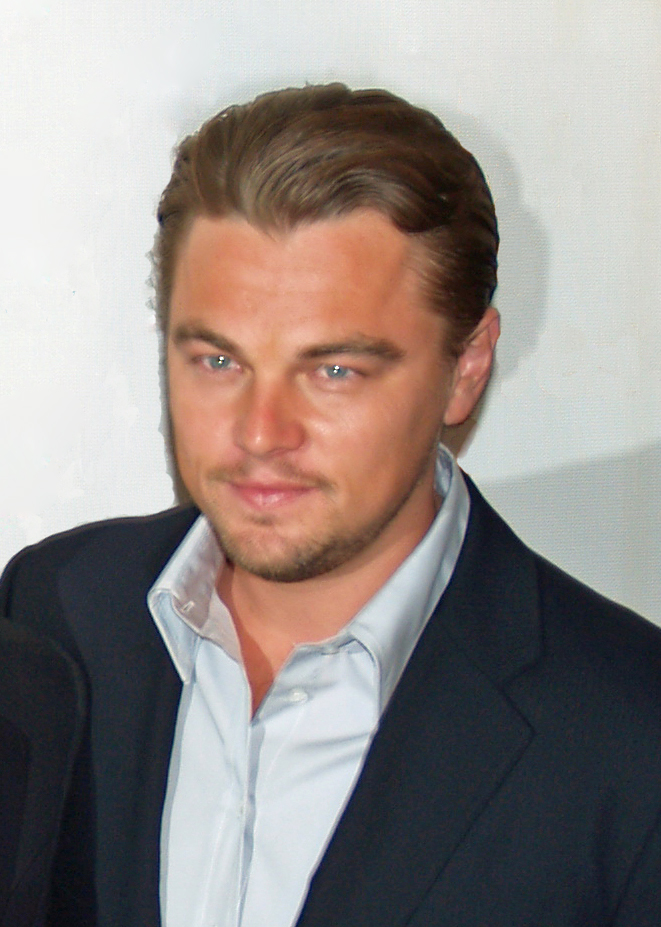
Leonardo DiCaprio

- Comédien : Leonardo DiCaprio – Will Smith – Brad Pitt
- Comédienne : Claire Danes – Sandra Bullock – Julia Roberts
- Chanteur : Aaron Carter – Michael Jackson – Puff Daddy
- Chanteuse : Blümchen – Mariah Carey – Janet Jackson
- Vedette masculine de télévision : David Duchovny – Daniel Fehlow – Jared Leto
- Vedette féminine de télévision : Gillian Anderson – Rhea Harder – Alexandra Neldel
- Groupe pop : Backstreet Boys – Kelly Family – Caught in the Act
- Groupe rock : Bon Jovi – Rammstein – Die Toten Hosen

### 1998

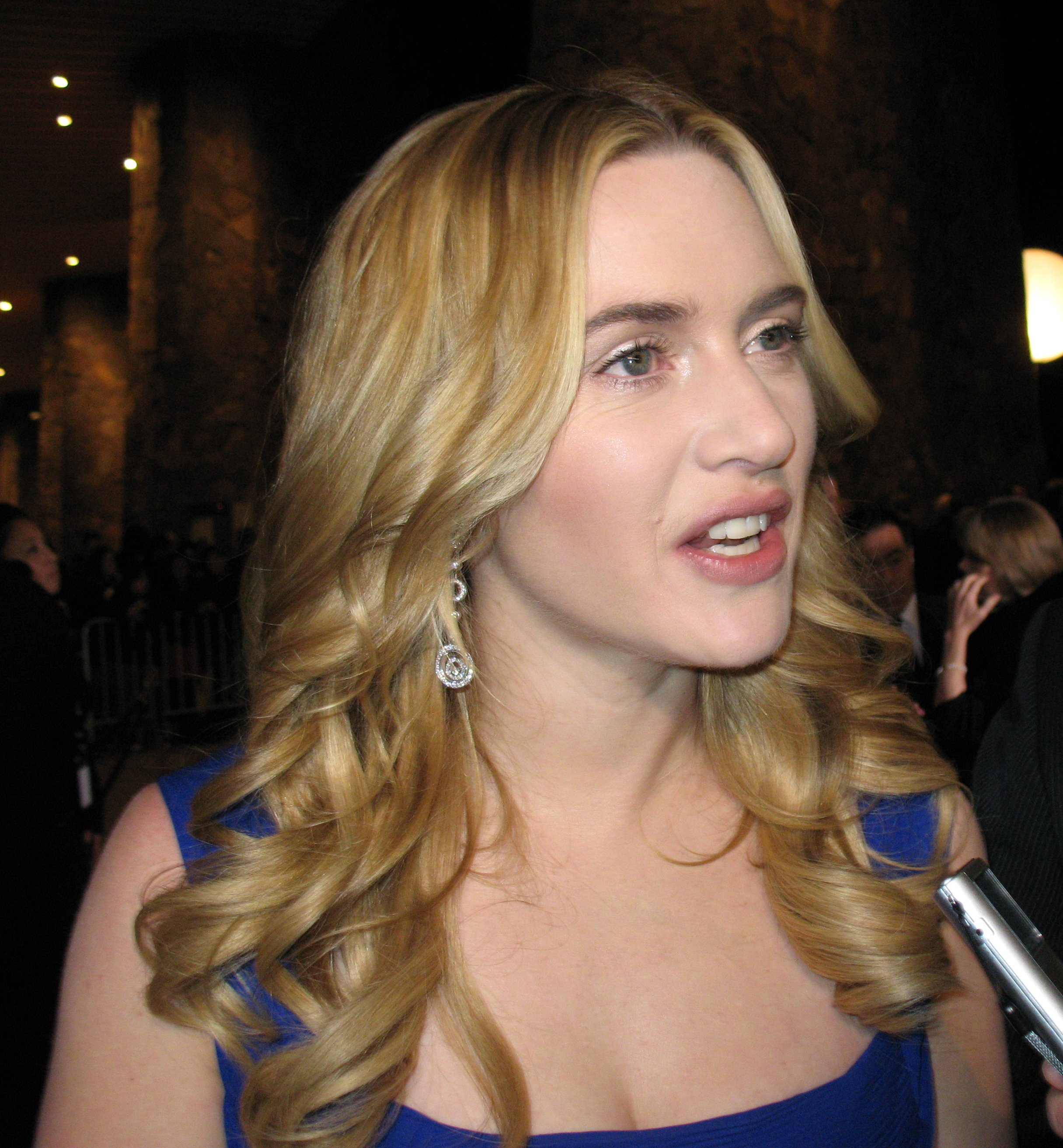
Kate Winslet

- Comédien : Leonardo DiCaprio – Til Schweiger – David Duchovny
- Comédienne : Kate Winslet – Sandra Bullock – Julia Roberts
- Chanteur : Oli.P – Sasha – Christian Wunderlich
- Chanteuse : Céline Dion – Blümchen – Young Deenay
- Hip Hop & Rap : Puff Daddy – Sabrina Setlur – Thomas D
- Vedette masculine de télévision : David Duchovny – Oliver Petszokat – Christian Wunderlich
- Vedette féminine de télévision : Gillian Anderson – Alexandra Neldel – Rhea Harder
- Groupe pop : Backstreet Boys – Kelly Family – Echt
- Groupe rock : Aerosmith – Guano Apes – Die Ärzte

### 1999

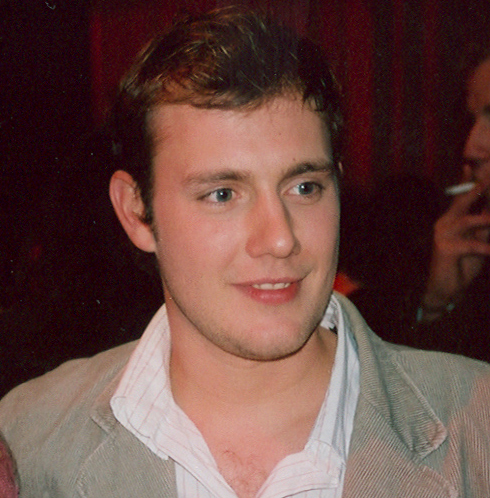
Oliver Petszokat

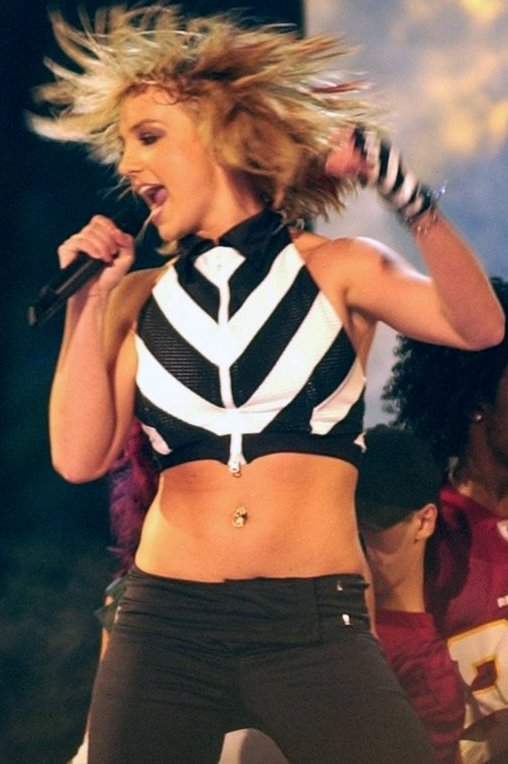
Britney Spears

- Comédien : Leonardo DiCaprio – Freddie Prinze jr. – Ryan Phillippe
- Comédienne : Julia Roberts – Rachael Leigh Cook – Sarah Michelle Gellar
- Chanteur : Oli.P – Sasha – Lou Bega
- Chanteuse : Britney Spears – Christina Aguilera – Blümchen
- Hip Hop : Die 3. Generation – Will Smith – Puff Daddy
- Vedette masculine de télévision : Tim Sander – David Duchovny – Oliver Petszokat
- Vedette féminine de télévision : Sarah Michelle Gellar – Gillian Anderson – Rhea Harder
- Groupe : Kelly Family – Backstreet Boys – Echt

### 2000

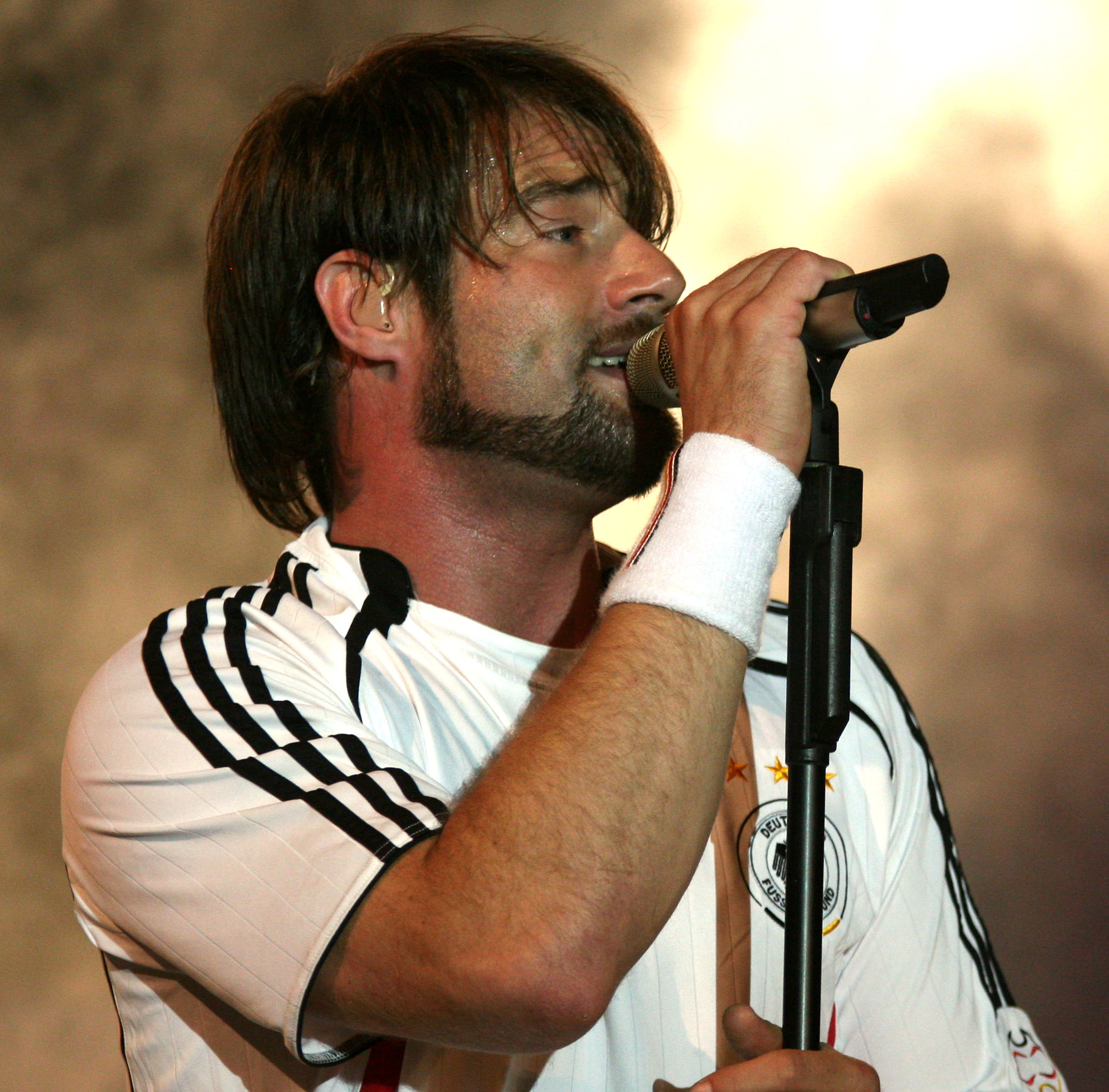
Sasha

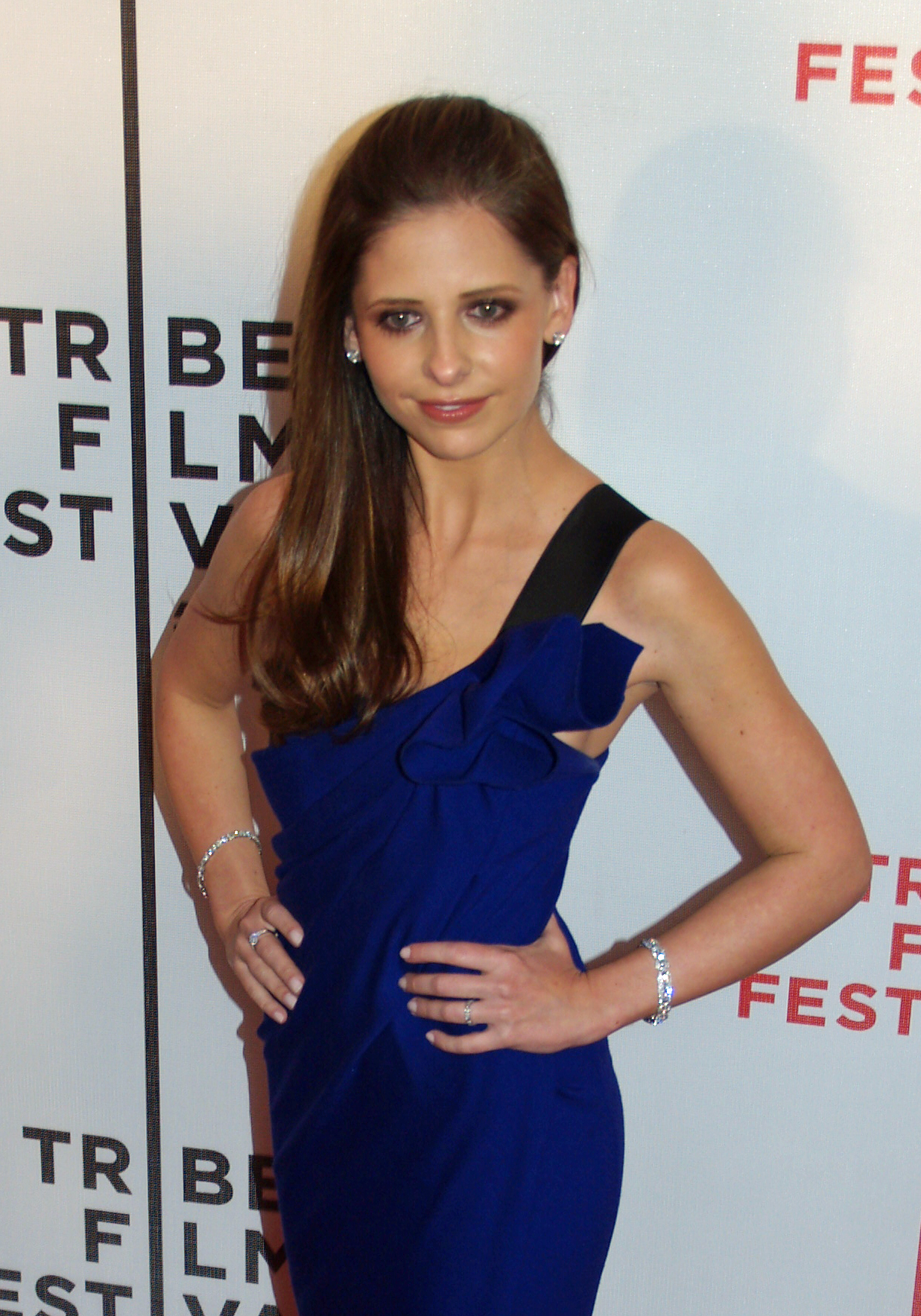
Sarah Michelle Gellar

- Comédien : Leonardo DiCaprio – Freddie Prinze jr. – Brad Pitt
- Comédienne : Julia Roberts – Jennifer Lopez – Sandra Bullock
- Chanteur : Sasha – Christian – Robbie Williams
- Chanteuse : Britney Spears – Jeanette Biedermann – Jennifer Lopez
- Hip Hop international : Eminem – Puff Daddy – Wu-Tang Clan
- Hip Hop national : DJ Tomekk – Fünf Sterne deluxe – Die Fantastischen Vier
- Vedette masculine de télévision : David Boreanaz – David Duchovny – Tim Sander
- Vedette féminine de télévision : Sarah Michelle Gellar – Jeanette Biedermann – Gillian Anderson
- Groupe pop : Kelly Family – Backstreet Boys – ATC
- Groupe rock : Bon Jovi – HIM – Limp Bizkit
- Vedette de comédie : Stefan Raab – Michael Mittermeier – Gaby Köster
- Shootingstar homme : Craig David
- Shootingstar femme : Destiny's Child

### 2001

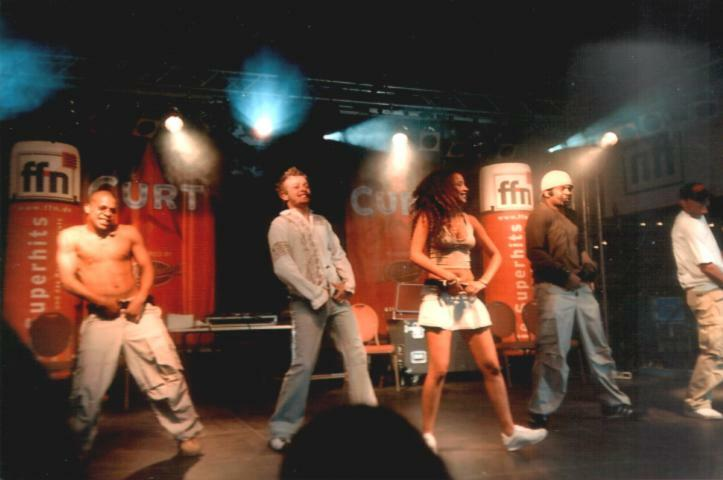
Bro’Sis

- Comédien : Josh Hartnett – Daniel Radcliffe – Michael 'Bully' Herbig
- Comédienne : Julia Roberts – Jennifer Lopez – Sandra Bullock
- Chanteur : Robbie Williams – Sasha – Enrique Iglesias
- Chanteuse : Kylie Minogue – Sarah Connor – Britney Spears
- Hip Hop international : Nelly – Eminem – Eve
- Hip Hop national : Samy Deluxe – Fettes Brot – Blumentopf
- Vedette masculine de télévision : David Boreanaz – Felix von Jascheroff – James Marsters
- Vedette féminine de télévision : Sarah Michelle Gellar – Jeanette Biedermann – Melissa Joan Hart
- Groupe pop : No Angels – O-Town – Destiny's Child
- Groupe rock : Linkin Park – Limp Bizkit – Bon Jovi
- Vedette de comédie : Stefan Raab – Kaya Yanar – Michael 'Bully' Herbig
- Shootingstar solo : Shakira
- Shootingstar groupe : Bro'Sis
- OTTO d'honneur : DJ Bobo

### 2002

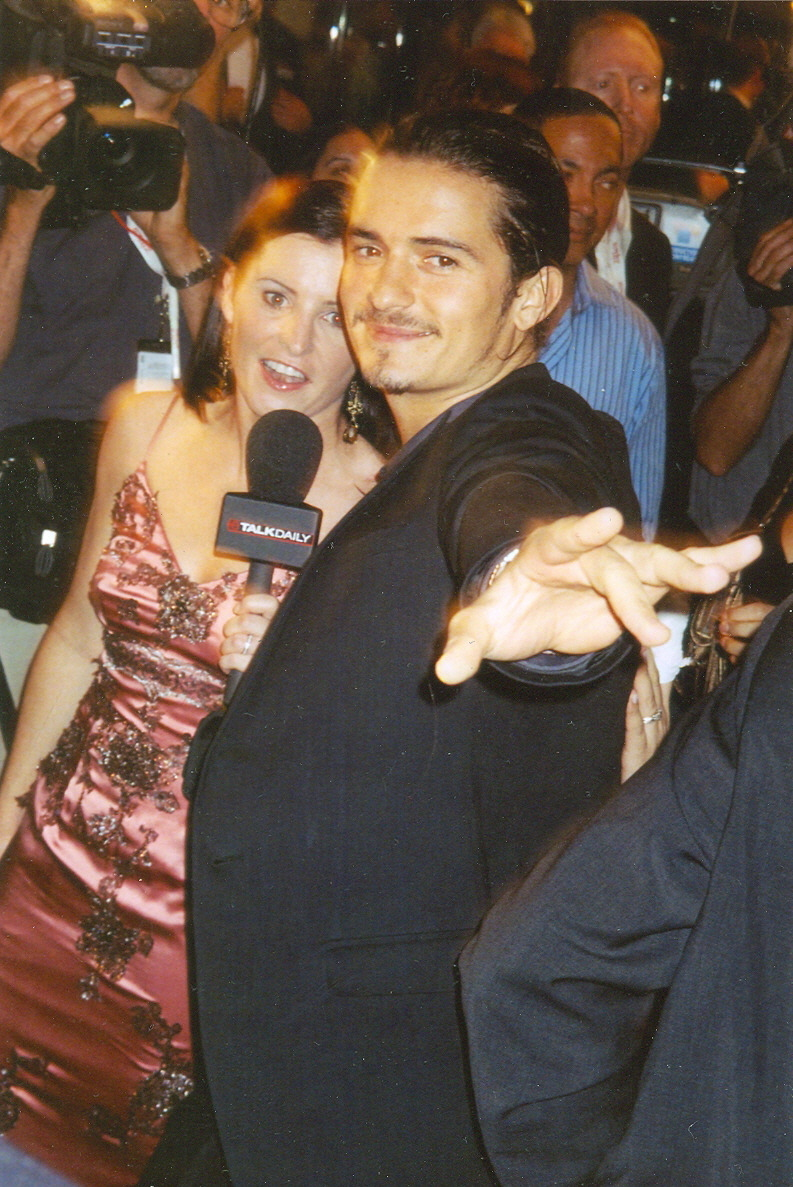
Orlando Bloom

- Comédien : Orlando Bloom – Daniel Radcliffe – Elijah Wood
- Comédienne : Jennifer Lopez – Liv Tyler – Julia Roberts
- Chanteur : Robbie Williams – Ben – Marlon
- Chanteuse : Jeanette Biedermann – Avril Lavigne – Christina Aguilera
- Hip Hop International : Nelly – Eminem – Ja Rule
- Hip Hop National : Massive Töne – DJ Tomekk – Fettes Brot
- Vedette masculine de télévision : James Marsters – Felix von Jascheroff – David Boreanaz
- Vedette féminine de télévision : Sarah Michelle Gellar – Jeanette Biedermann – Jessica Alba
- Groupe pop : No Angels – Natural – Westlife
- Groupe rock : Busted – Linkin Park – Bon Jovi
- Vedette de comédie : Stefan Raab – Anke Engelke – Michael Mittermeier
- Shootingstar solo : Avril Lavigne
- Shootingstar groupe : Busted
- OTTO d'honneur : Nena

### 2003

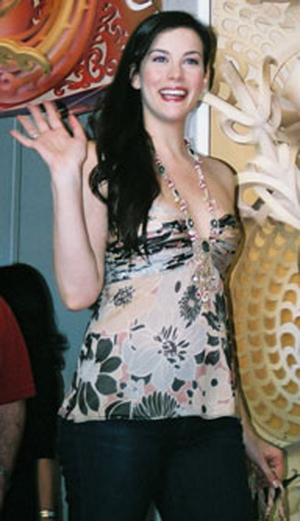
Liv Tyler

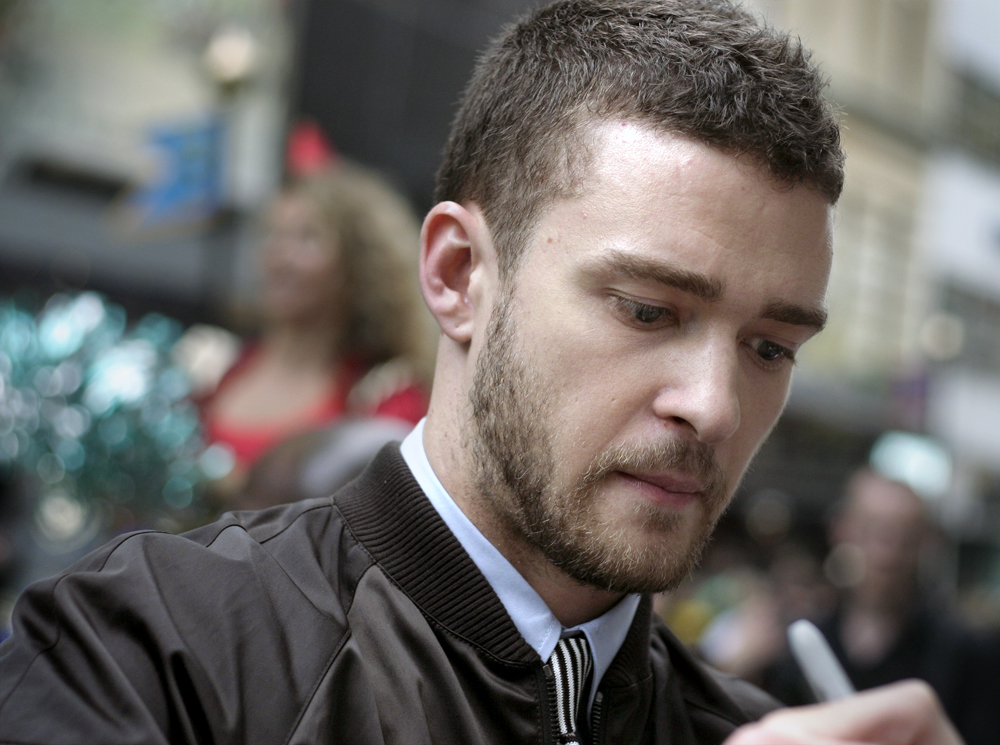
Justin Timberlake

- Comédien : Orlando Bloom – Elijah Wood – Daniel Radcliffe
- Comédienne : Liv Tyler – Emma Watson – Keira Knightley
- Chanteur : Justin Timberlake – Daniel Küblböck – Alexander Klaws
- Chanteuse : Jeanette Biedermann – Christina Aguilera – Sarah Connor
- Hip Hop international : Black Eyed Peas – Eminem – Sean Paul
- Hip Hop national : Eko Fresh – DJ Tomekk – Sabrina Setlur
- TV-Star m : Felix von Jascheroff – Tom Welling – James Marsters
- Vedette féminine de télévision : Jeanette Biedermann – Sarah Michelle Gellar – Yvonne Catterfeld
- Groupe pop : Overground – No Angels – B3
- Groupe rock : The Rasmus – Linkin Park – Busted
- Vedette de comédie : Stefan Raab – Anke Engelke – Ingo Oschmann
- Shootingstar : Patrick Nuo
- OTTO d'honneur : Kylie Minogue

### 2004

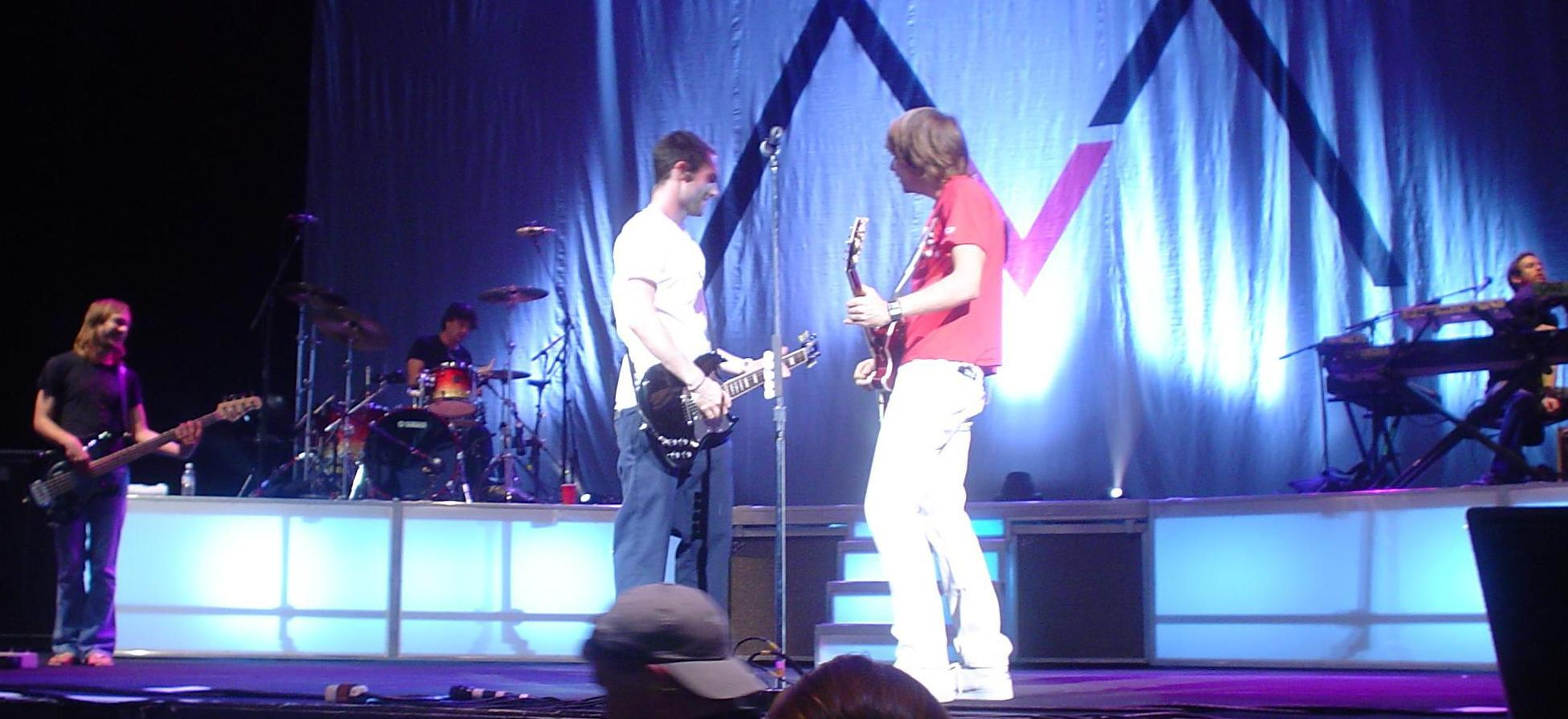
Maroon 5

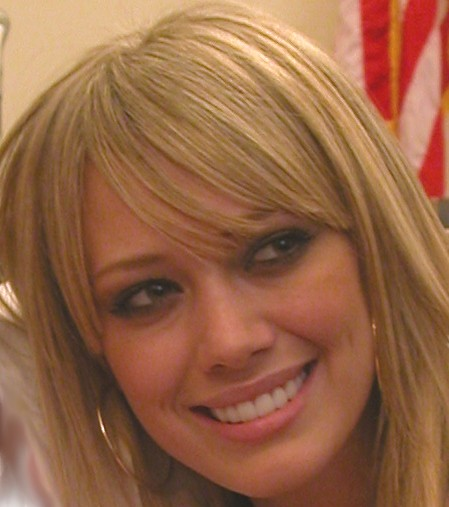
Hilary Duff

- Comédien : Brad Pitt – Daniel Radcliffe – Orlando Bloom
- Comédienne : Mary-Kate Olsen et Ashley Olsen – Hilary Duff – Emma Watson
- Chanteur : Usher – Alexander Klaws – Robbie Williams
- Chanteuse : Sarah Connor – Jeanette Biedermann – Christina Aguilera
- Hip Hop international : 50 Cent – Black Eyed Peas – Eminem
- Hip Hop national : Sido – Die Fantastischen Vier – Samy Deluxe
- Vedette masculine de télévision : Chad Michael Murray – Milo Ventimiglia – Milos Vukovic
- Vedette féminine de télévision : Alexis Bledel –  Mary-Kate Olsen et Ashley Olsen – Yvonne Catterfeld
- Groupe pop : Silbermond – Overground – Vanilla Ninja
- Groupe rock : Maroon 5 – Linkin Park – The Rasmus
- Vedette de comédie : Oliver Pocher – Michael 'Bully' Herbig – Stefan Raab
- Shootingstar : Juli
- OTTO d'honneur : Scooter
- OTTO de platine : Thomas Gottschalk

### 2005

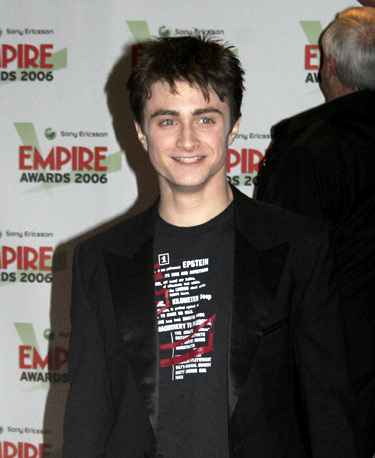
Daniel Radcliffe

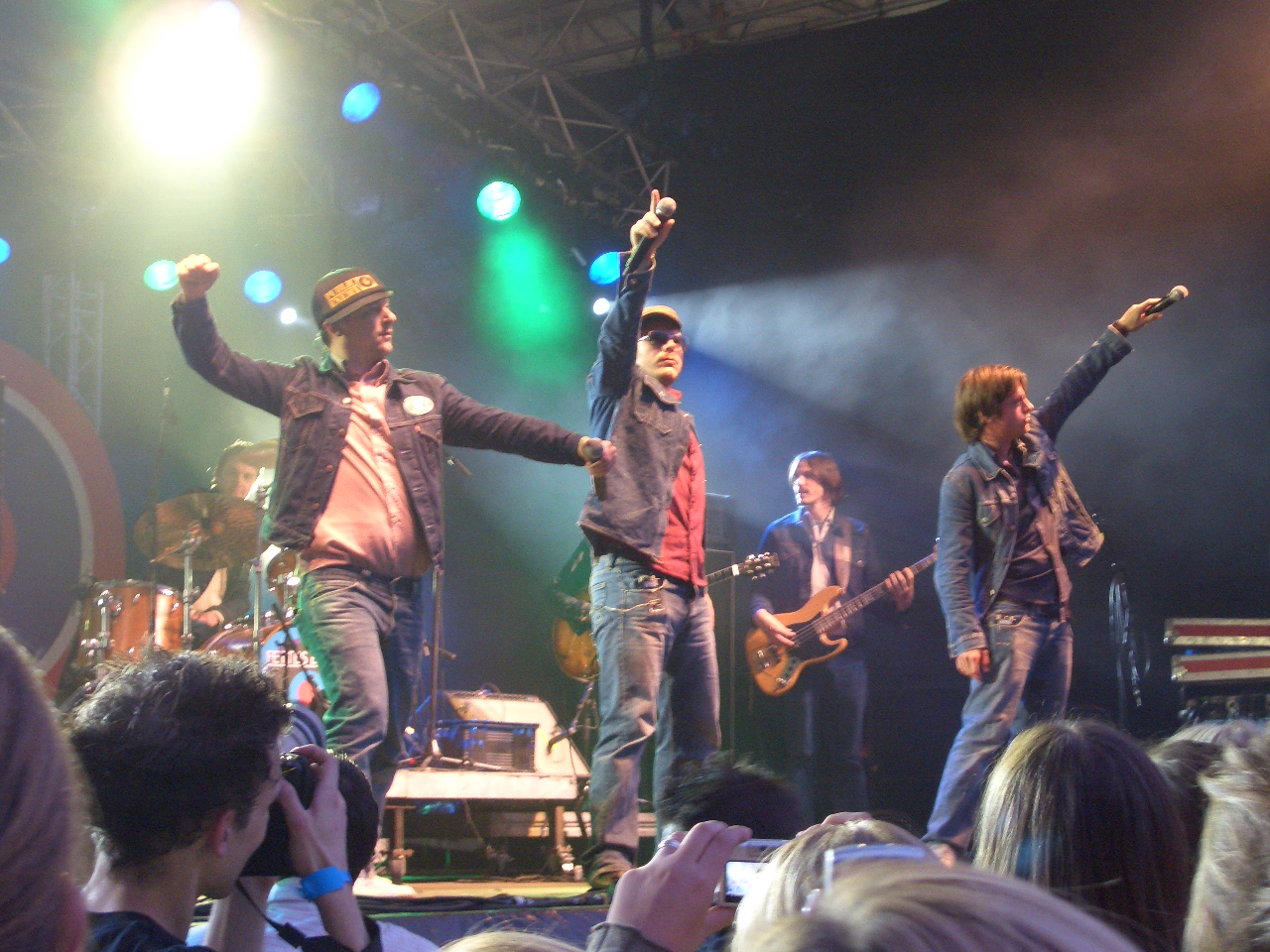
Fettes Brot

- Comédien : Daniel Radcliffe – Brad Pitt – Jimi Blue Ochsenknecht
- Comédienne : Emma Watson – Angelina Jolie – Jessica Alba
- Chanteur : Marc Terenzi – Robbie Williams – Xavier Naidoo
- Chanteuse : Sarah Connor – Kelly Clarkson – Christina Stürmer
- Hip Hop international : 50 Cent – Eminem – Black Eyed Peas
- Hip Hop national : Fettes Brot – Bushido – Samy Deluxe
- Vedette masculine de télévision : Jörn Schlönvoigt – Felix von Jascheroff – Ben
- Vedette féminine de télévision : Gülcan – Alexandra Neldel – Mischa Barton
- Groupe pop : US5 – The Pussycat Dolls – Backstreet Boys
- Groupe rock : Tokio Hotel – Green Day – Rammstein
- Vedette de comédie : Oliver Pocher – Mario Barth – Ralf Schmitz
- Jeune groupe : nur*so - The Black Sheep

### 2006

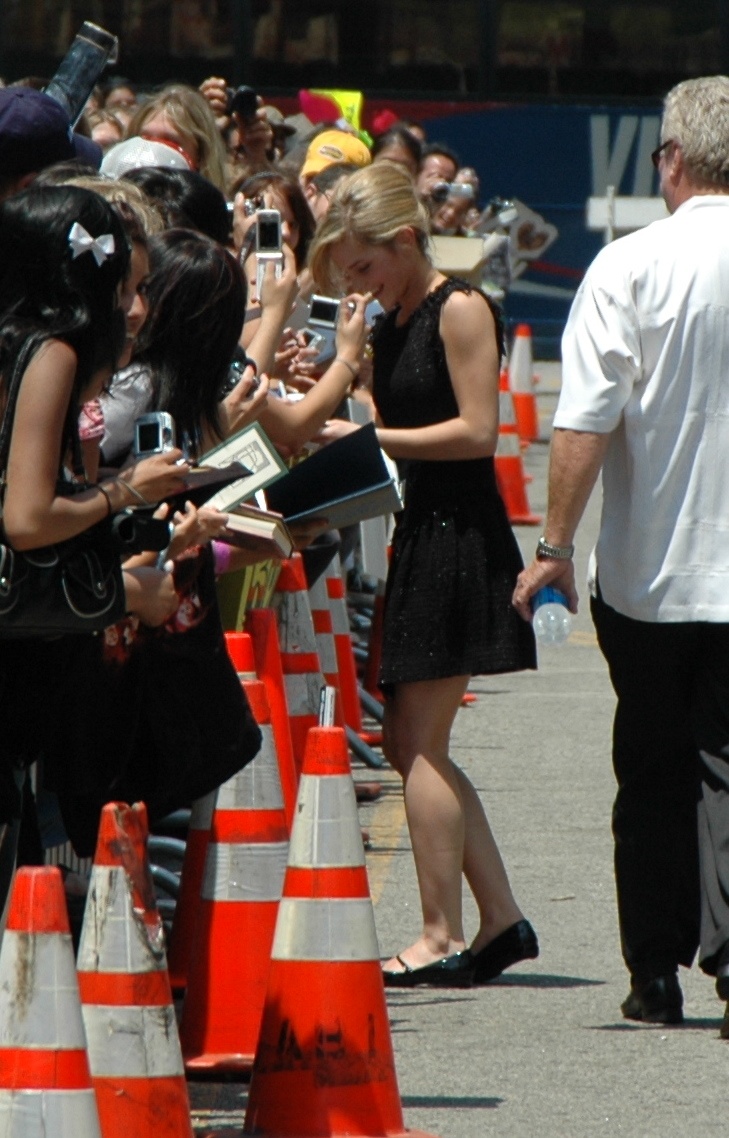
Emma Watson

- Comédien : Johnny Depp – Jimi Blue Ochsenknecht – Zac Efron
- Comédienne : Emma Watson – Keira Knightley – Angelina Jolie
- Chanteur : Justin Timberlake – Xavier Naidoo – Marc Terenzi
- Chanteuse : Sarah Connor – LaFee – Christina Aguilera
- Hip Hop international : Eminem – 50 Cent – 2Pac
- Hip Hop national : Bushido – Sido – Eko Fresh
- Vedette masculine de télévision : Benjamin McKenzie – Jörn Schlönvoigt – Tim Sander
- Vedette féminine de télévision : Gülcan – Alyssa Milano – Eva Longoria
- Groupe pop : US5 – Monrose – The Pussycat Dolls
- Groupe rock : Tokio Hotel – Killerpilze – Revolverheld
- Vedette de comédie : Oliver Pocher – Mario Barth – Otto Waalkes
- OTTO d'honneur : Beyoncé

### 2007

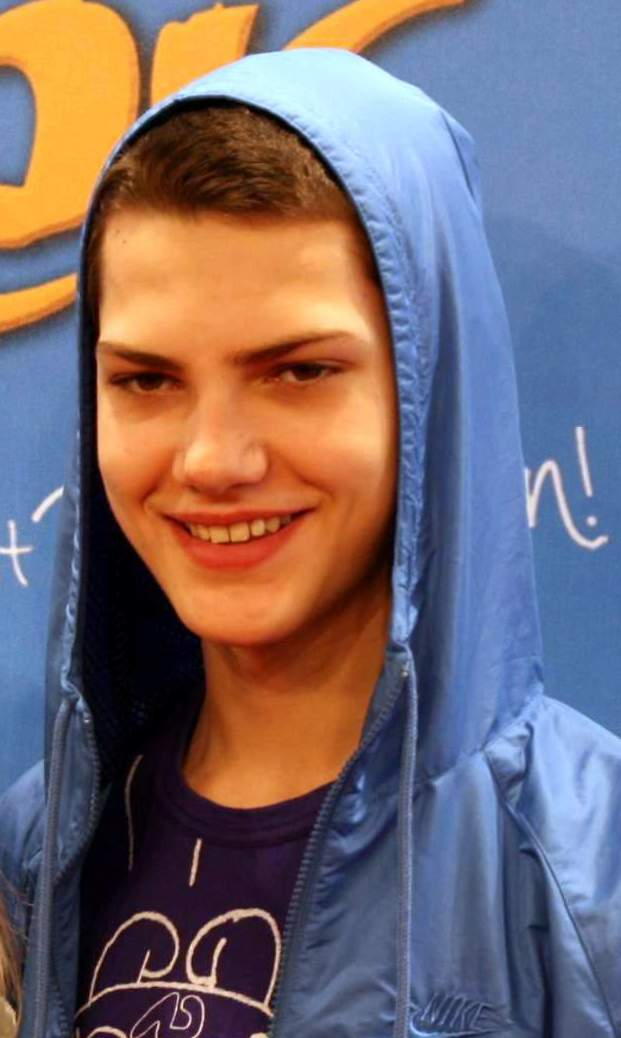
Jimi Blue

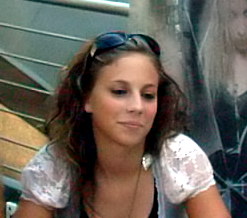
LaFee

- Comédien : Daniel Radcliffe - Johnny Depp - Jimi Blue Ochsenknecht
- Comédienne : Emma Watson - Keira Knightley - Nora Tschirner
- Chanteur : Jimi Blue - Justin Timberlake - Jörn Schlönvoigt
- Chanteuse : LaFee - Ashley Tisdale - Sarah Connor
- Hip Hop international : Timbaland - Eminem - 50 Cent
- Hip Hop national : Bushido - Sido - K.I.Z
- Vedette masculine de télévision : Zac Efron - Wentworth Miller - Drake Bell
- Vedette féminine de télévision : Vanessa Hudgens - Ashley Tisdale - Miley Cyrus
- Groupe pop : US5 - Monrose - Culcha Candela
- Groupe rock : Linkin Park - Tokio Hotel - Panik
- Vedette de comédie : Oliver Pocher - Mario Barth - Stefan Raab
- OTTO d'honneur : Til Schweiger
- OTTO de platine : Dieter Bohlen
- Shootingstar-OTTO : Wentworth Miller

### 2008
Les Ottos 2008 seront remis en 2009.